# Língua nez perce
A língua nez perce (endônimo: nimiːpuːtímt; AFI: /nimiːpuː'timt/) é um idioma da família penutiana, do sub-grupo do platô, do ramo sahaptiano, tradicionalmente falado pelo povo nez perce no noroeste dos Estados Unidos, especificamente no norte de Idaho (principalmente na Reserva Nez Perce, situada na parte nordeste do estado), em partes do leste de Oregon, notadamente na região do vale Wallowa, e em áreas adjacentes do extremo sudeste de Washington.
Atualmente, o nez perce encontra-se em situação crítica, com um número estimado de cerca de 100 falantes, sendo 20 falantes fluentes, a maioria dos quais são idosos. Em comparação, a população étnica nez perce é estimada em aproximadamente 3.500 pessoas, o que significa que menos de 3% do grupo domina efetivamente o idioma. O declínio acentuado ocorreu a partir do século XIX, intensificado pelas políticas de assimilação cultural por parte do governo estadunidense como a aplicação do lei Dawes (1887), que fragmentou as terras dos nativos e acelerou o processo de marginalização das línguas indígenas, além do envio forçado de crianças para internatos fora da reserva, onde eram proibidas de falar a própria língua. Em resposta, a partir do final da década de 1970, o autogoverno do povo nez perce, reconhecido oficialmente pelo governo dos Estados Unidos, Nez Perce Tribe, passou a implementar programas de revitalização do idioma, como escolas de imersão e a elaboração de materiais didáticos, buscando reverter o processo de extinção e promover a transmissão intergeracional do nez perce. Esse esforço culminou na criação do Nez Perce Language Program (NPLP), um departamento responsável pela coordenação das iniciativas de ensino e pelo desenvolvimento de recursos pedagógicos.
No campo linguístico, a língua apresenta um sistema de escrita baseado no alfabeto latino adaptado, que busca representar com fidelidade os sons próprios do idioma. A gramática do nez perce é notável por seu sistema tripartite de marcação de caso (ergativo, absolutivo e, em alguns contextos, objetivo) e uma morfologia verbal na qual sufixos indicam tempo, aspecto e modalidade. Além disso, a fonologia do nez perce conta com a particularidade do fenômeno da harmonia vocálica em máximo contraste, um tipo muito raro de harmonia em que as vogais são organizadas em dois conjuntos de modo a manter diferenças perceptivas claras.

## Etimologia

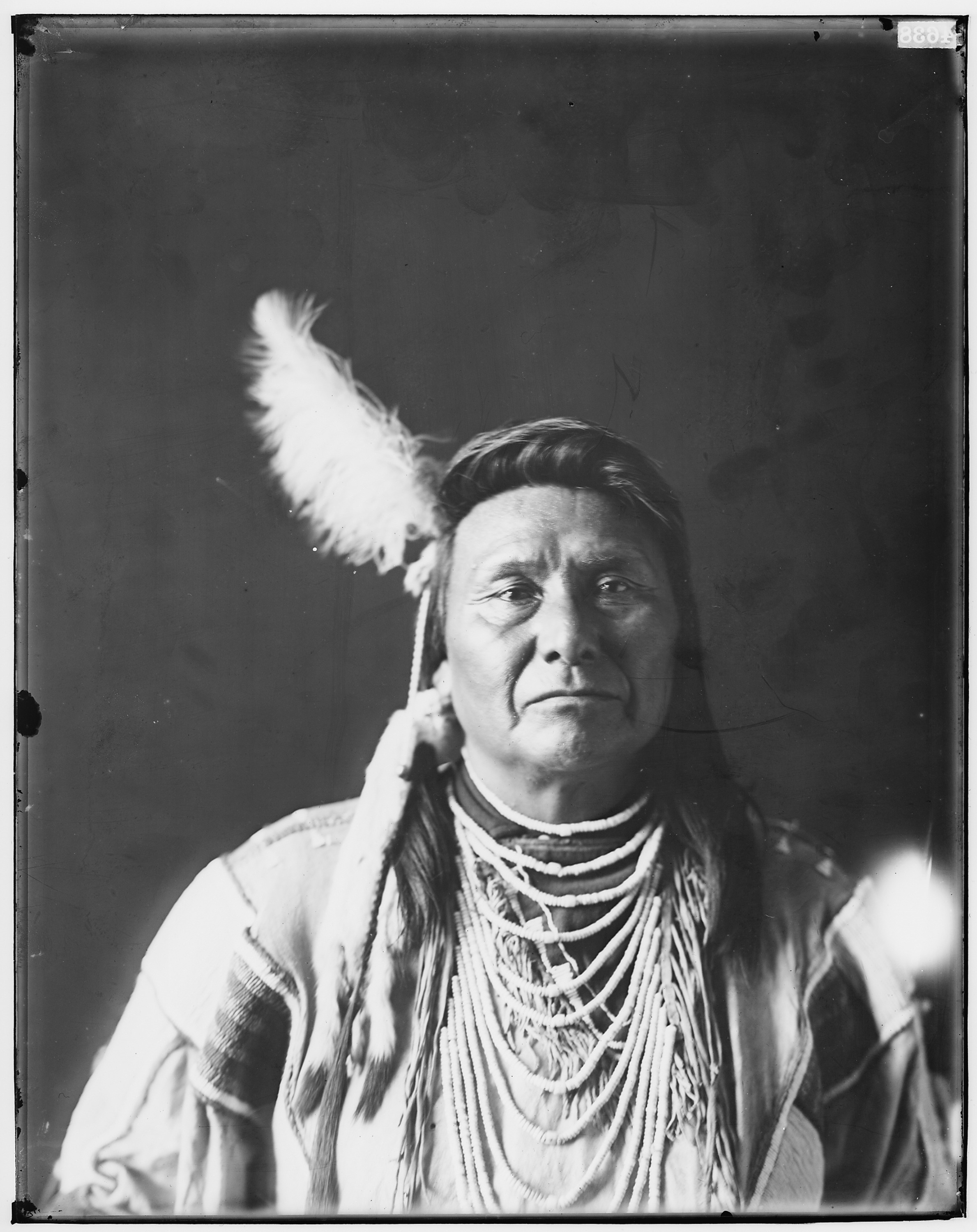
Chefe nez perce Joseph. Ele não utiliza nenhuma concha no nariz, nem possui nenhum tipo de furo nasal.

O termo nez perce é tradicionalmente utilizado para designar a língua, surgindo no contexto dos primeiros contatos entre europeus e indígenas, sendo assim o exônimo. Esse nome foi cunhado por franco-canadenses no início do século XIX e deriva do francês, em que nez significa “nariz” e percé é o particípio passado do verbo percer, significando “perfurado”, ou seja, “nariz furado”. Originalmente, o exônimo era escrito como "nez percé", com o acento agudo no "é", refletindo a ortografia em francês. No entanto, ao ser adotado e transcrito para o inglês e outras línguas, o acento foi gradualmente eliminado, resultando na grafia "nez perce", que se tornou a forma oficial e mais comum em publicações e referências modernas.

O nome surgiu a partir da observação, por parte dos europeus, de um costume de alguns indivíduos usarem uma concha dentalium no septo nasal. No entanto, autores posteriores passaram a argumentar que os nez perce nunca praticaram a perfuração nasal de forma significativa e que os primeiros exploradores podem ter exagerado ou interpretado erroneamente o uso ocasional da concha dentalium. Existem registros etnográficos de uma outra comunidade indígena do Rio Columbia que utiliza a concha dentalium no septo nasal, os Wishram ou Tlakluit. Essa revisão levou à conclusão de que "nez perce" pode ser uma nomenclatura errônea, um nome baseado em uma suposição equivocada.

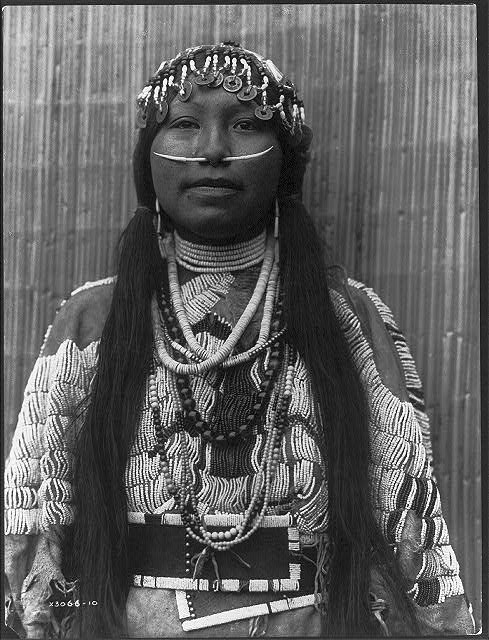
Mulher Wishram com concha dentalium no septo nasal.

O termo adotado pelos próprios falantes, ou seja, o endônimo, é nimiːpuːtímt. Esse termo é composto por dois elementos morfológicos: nimiːpuː, que significa "nós, o povo", e o sufixo -tímt, que designa "língua" ou "fala". Dessa forma, nimiːpuːtímt pode ser traduzido literalmente como “a língua do povo”. A raiz nimiːpuː apresenta algumas variações históricas em sua forma. Registros antigos também mencionam variantes como numipu e nimapu, que aparecem em diferentes fontes do século XIX. Algumas interpretações indicam que nimi pode estar relacionado a um pronome inclusivo que significa "nós", enquanto puː se refere especificamente a "povo" ou "pessoas". Em algumas análises, a tradução de nimiːpuː também aparece como "o povo verdadeiro".
1. ↑  As conchas dentalium são ornamentos em forma de presa usados por povos indígenas da América do Norte para joias, adornos e comércio, especialmente no oeste do Canadá e dos Estados Unidos.

## Distribuição

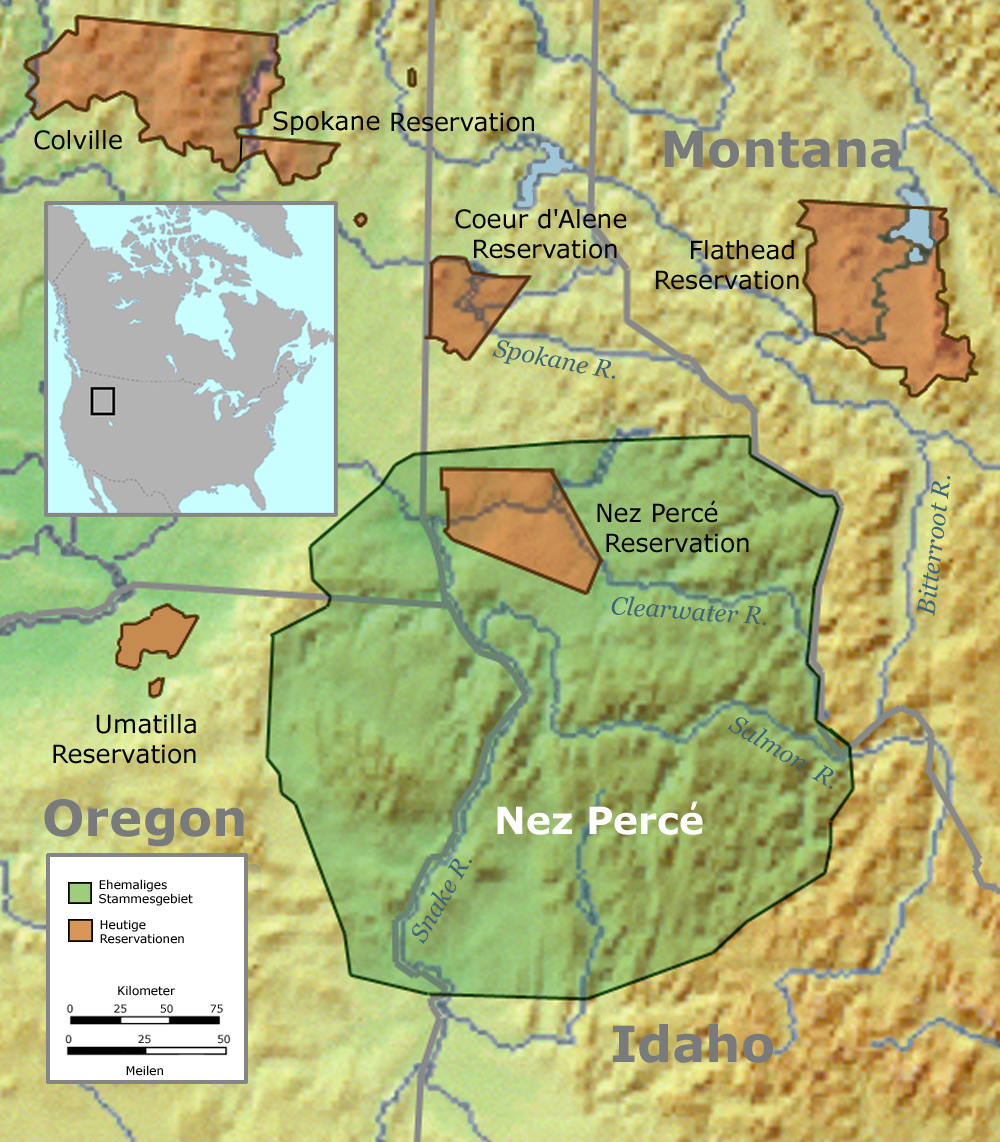
Território de ocupação do povo nez perce (em verde). A Reserva Nez Perce é a área marrom delimitada dentro da área verde.

A língua nez perce é tradicionalmente falada nos Estados Unidos, concentrando-se no território ancestral dos nez perce, que se estende aproximadamente entre as latitudes 45° e 47°. Essa área abrange, principalmente, o norte de Idaho, onde está situada as Reserva Nez Perce. Há ocupação de falantes também no leste de Oregon, em especial a região do Vale de Wallowa, e o sudeste de Washington. Os limites naturais desse território são bem definidos: a leste, as Montanhas Bitteroot; a oeste, as Blue Mountains; e, em parte, o rio Columbia atua como uma barreira geográfica que contribuiu para a delimitação dos grupos falantes.
Atualmente, o uso da língua concentra-se majoritariamente na Reserva Nez Perce, localizada no norte de Idaho, que abrange porções de condados como Idaho County e Nez Perce County. Essa reserva é o principal núcleo de transmissão e revitalização do idioma, reunindo a maioria dos falantes fluentes, estimados em cerca de 20 indivíduos. Fora da reserva, a presença de falantes é residual e geralmente associada a pequenos grupos familiares ou indivíduos isolados que mantêm o idioma.

### Dialetos
Quase um século após a relocação dos nez perce para reservas, a situação dialetal da língua não está completamente esclarecida. Informantes residentes nas regiões do ramo médio e sul do Rio Clearwater (em localidades como Stites, Kamiah, East Kamiah e Kooskia) relatam a existência de uma variante distinta, denominada de dialeto da parte baixa ou baixo-rio (lower nez perce ou downriver dialect). Estudos linguísticos realizados indicam que essa variante e o dialeto predominante, chamado de dialeto da parte alta ou alto-rio (upper nez perce ou upriver dialect), são mutuamente inteligíveis.
| Dialeto alto-rio | Dialeto baixo-rio | Tradução                 |
| ---------------- | ----------------- | ------------------------ |
| tukéytet         | tukʷéytet         | caçando                  |
| petkúhtuʔ        | petkʷéhtuʔ        | nós vamos estar atirando |
| célmen           | cénmen            | chinês                   |
| líːckaw          | níːckaw           | tampa da cesta           |
| peʔénpeʔyse      | peʔénpeʔnse       | ele leva algo de alguém  |

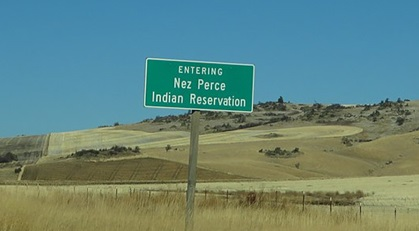
Placa de delimitação da Reserva Nez Perce perto de Cottonwood, Idaho

O dialeto baixo apresenta pelo menos um fonema adicional /kʷ/, o que o caracteriza como mais conservador em comparação ao dialeto alto, conforme sugerido pelo inventário fonêmico proposto para o proto-sahaptiano. Nos dialetos, determinadas consoantes apresentam alternância, aparecendo como /l/ no dialeto alto e como /n/ no dialeto baixo, um fenômeno sistemático conhecido como simbolismo consonantal n-l. Essa variação não gera contrastes fonológicos ou semânticos significativos e, portanto, não afeta a inteligibilidade entre as variantes. No entanto, a dupla consonantal <y> no dialeto alto e <n> no dialeto baixo pode causar confusão nos falantes.

### Línguas relacionadas
O nez perce pertence à família sahaptiana, um subgrupo das línguas penutianas do platô, que, por sua vez, fazem parte do amplo e controverso agrupamento penutiano. A hipótese penutiana propõe uma relação genética entre diversas línguas indígenas da América do Norte, abrangendo famílias linguísticas dispersas pelo oeste dos Estados Unidos, incluindo línguas da Califórnia, Oregon, do Platô do Columbia e do México.
- Penutianas
  - Penutiana da Califórnia
  - Penutiana do Oregon
  - Chinookan
  - Tsimshianic
  - Penutiana do México
  - Penutiana do Platô
    - Klamath–modoc (Lutuami) †
    - Waiilatpuan †
    - Sahaptiana
      - Sahaptiana
      - Nez perce

O ramo penutiano do platô agrupa línguas faladas na região do Platô do Columbia, uma vasta área que abrange partes dos atuais estados de Oregon, Washington e Idaho. Este subgrupo inclui:
- Klamath-modoc [en] (Lutuami) † – Uma língua extinta que era falada pelos povos klamath e modoc, no sul do Oregon e norte da Califórnia.
- Waillatpuan † – Outra família extinta que compreendia as línguas cayuse e molala [en], ambas faladas na região do Platô.
- Sahaptiana – O único grupo sobrevivente, que inclui o nez perce e outras línguas sahaptianas.[12]

A inclusão das línguas sahaptianas no tronco penutiano do Platô ainda é debatida, pois a hipótese penutiana não é universalmente aceita por linguistas. No entanto, evidências lexicais e gramaticais sugerem relações históricas entre essas línguas, indicando um possível ancestral comum remoto.

#### Influência do salish

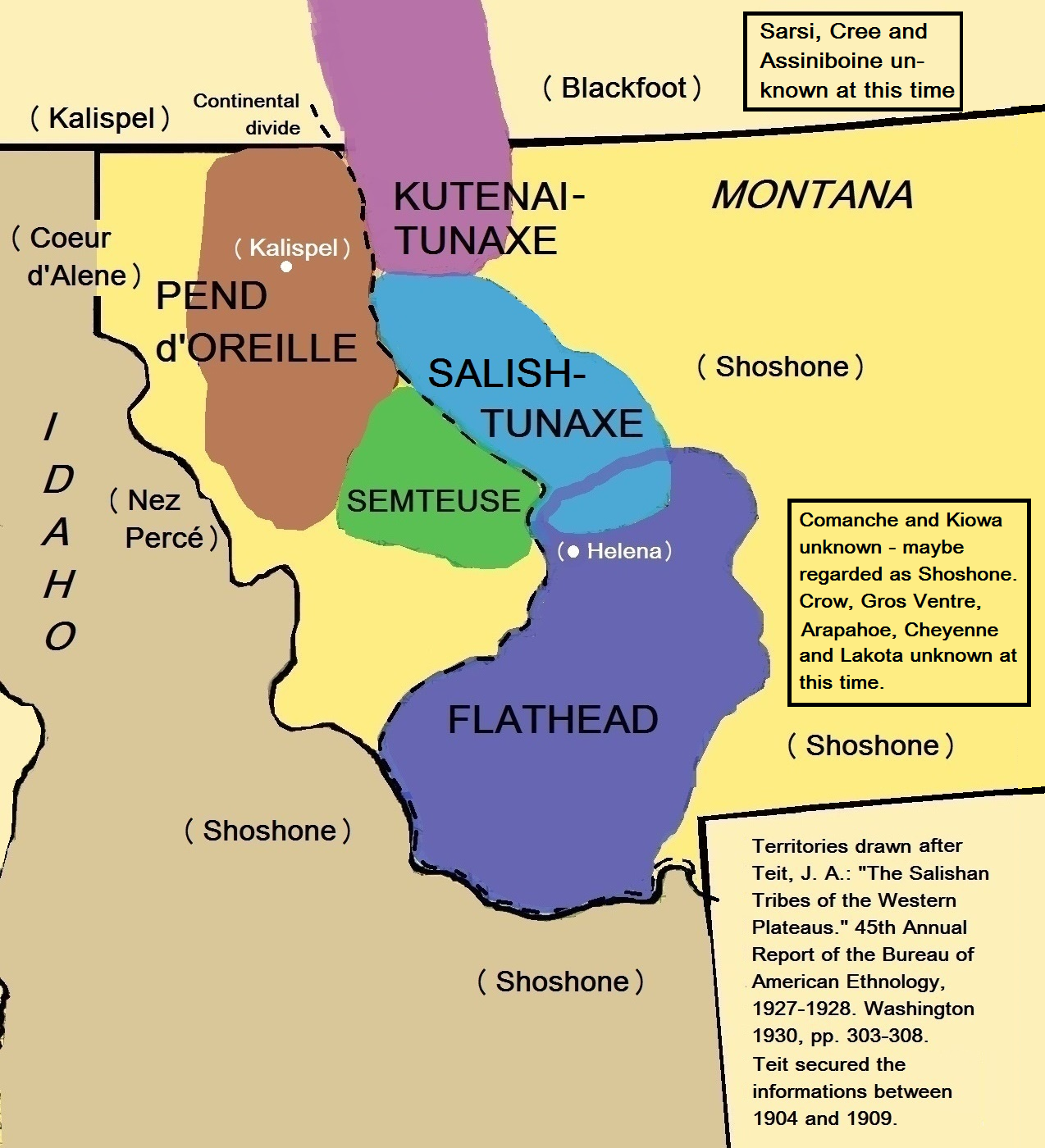
Área de ocupação salish em contato com a nez perce

O nez perce recebeu influências significativas da língua salish (principalmente a variante do interior sul) devido ao contato prolongado entre os falantes dessas línguas. Essa influência se manifesta principalmente na adoção de vocabulário em diversas áreas, incluindo elementos da natureza, nomes de animais e plantas. Muitos desses empréstimos ocorreram antes da palatalização das consoantes velares no salish, fenômeno linguístico que alterou a pronúncia dessas consoantes há cerca de 150 anos.
| Tradução               | Salish do interior sul | Nez perce    |
| ---------------------- | ---------------------- | ------------ |
| Neve no chão           | makʷ                   | me:qel       |
| Desfiladeiro           | toqʷ                   | toqo         |
| Cebola selvagem        | sehc                   | se:x         |
| Chocalho               | cʔalʔ                  | cʔalʔa:kstin |
| Saco de palha de milho | qqepeʔl                | qeqepeʔl     |

## História
A língua nez perce sempre foi um elemento central na identidade cultural do povo nez perce. Tradicionalmente transmitida de forma oral, a língua incorporava uma vasta gama de conhecimentos, desde os nomes de lugares, que descreviam características físicas do ambiente ou eventos significativos, até canções e narrativas que preservavam a história e a mitologia do grupo. Essa transmissão oral permitia que as sutilezas dos relatos originais fossem compreendidas integralmente dentro do contexto cultural, embora, quando traduzidos para o inglês, muitos desses elementos simbólicos fossem perdidos.

### Origem

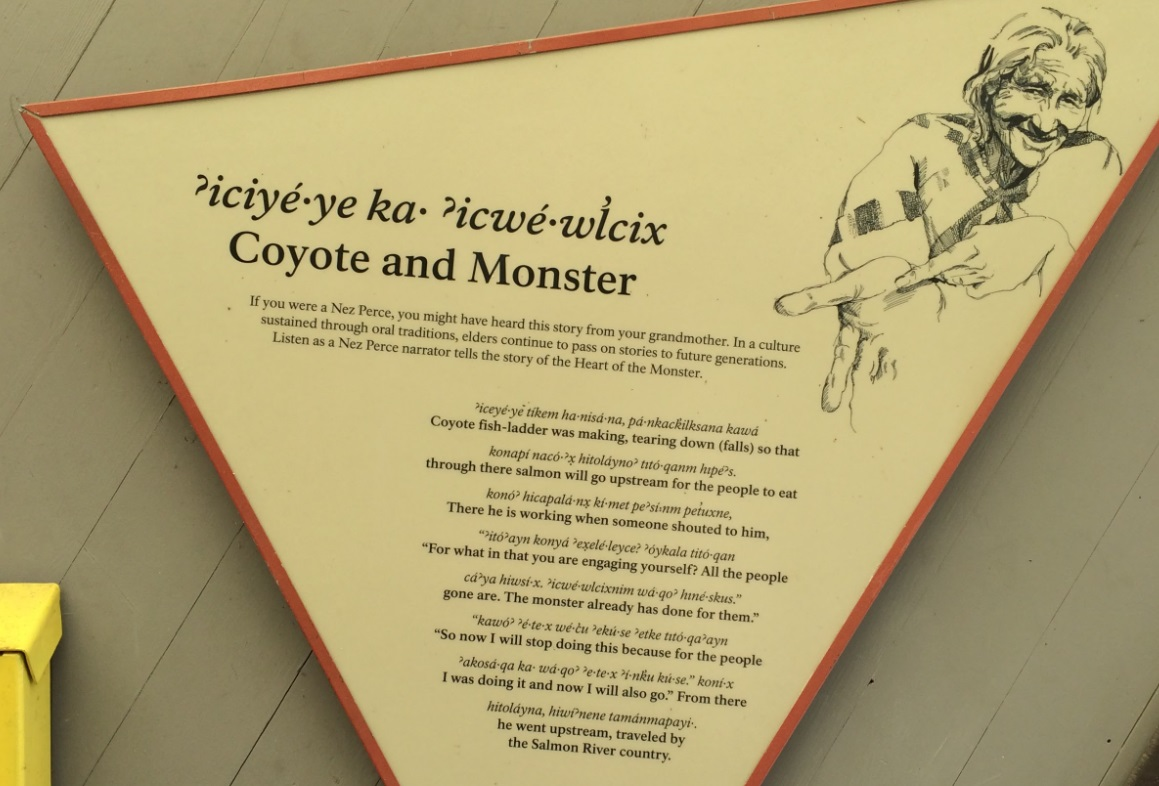
História da tradição oral nez perce "Coyote e Monstro" em nez perce e em inglês

A mitologia e os mitos de fundação dos nez perce fazem parte de um vasto sistema de crenças que conecta o povo à sua terra ancestral. Um dos mitos mais conhecidos é o da origem do povo, em que se diz que os nez perce descendem de uma união sagrada com a terra (em algumas versões, os ancestrais surgem diretamente da terra). O Coyote (ʔiceyéːye), frequentemente descrito como um herói cultural, é uma figura central, responsável por moldar o mundo e ensinar aos humanos as leis da natureza e da sociedade. Outras figuras mitológicas, como o Monstro (ʔicwéːwɬcix), que Coyote foi desafiado a vencer em uma das histórias tradicionais, têm grande importância na cosmologia nez perce. O Monstro representa forças naturais caóticas que precisam ser enfrentadas para garantir o equilíbrio do mundo. A luta de Coyote contra ele e outras criaturas demoníacas serve como instrução sobre o comportamento ético e o domínio sobre os aspectos físicos e espirituais do mundo. A narrativa mitológica além de explicar o começo do mundo também influencia práticas e rituais que permanecem vivos nas cerimônias e na vida cotidiana dos nez perce.
| Texto em Nez Perce                                     | Tradução em Inglês                                           | Tradução em Português                                                            |
| ------------------------------------------------------ | ------------------------------------------------------------ | -------------------------------------------------------------------------------- |
| ʔiceyéːye tíkem haːnisáːma, páːnkackilksana kawá       | Coyote fish-ladder was making, tearing down falls so that    | Coyote estava construindo uma escada para peixes, derrubando cachoeiras para que |
| konapí nacóːʔχ hitoláynoʔ titóːqanm hipéʔs.            | through there salmon will go upstream for the people to eat. | através dali o salmão consiga subir o rio para o povo comer.                     |
| konóʔ hicapaláːnχ kíːmet peʔsíːnm petuxne,             | There he is working when someone shouted to him,             | Lá ele estava trabalhando quando alguém gritou para ele,                         |
| "ʔitóʔayn konyá ʔeχeléːleyce? ʔóykala titóːqan         | “For what in that you are engaging yourself? All the people  | “Por que você está se envolvendo nisso? Todas as pessoas                         |
| cáʔya hiwsíːx ʔicwéːwɬcixnim wáːqoʔ hunéːskus.”        | gone are. The monster already has done for them."            | já se foram. O monstro já pegou elas."                                           |
| "kawóʔ ʔéːteːx wéːcu ʔekúːse ʔekúːse ʔetke titóːqaʔayn | “So now I will stop doing because for the people             | “Então agora eu vou parar de fazer isso porque era para as pessoas               |
| ʔakosáːqa kaː wáːqoʔ ʔeːteːx ʔíːnku kú-se." koníːx     | I was doing it and now I will also go." From there           | que eu estava fazendo isso e agora também vou embora." A partir desse momento    |
| hitoláyna, hiwíʔnene tamánmapayi.                      | he went upstream, traveled by the Salmon River country.      | ele foi rio acima, viajou pelo país do Rio Salmão.                               |

### Colonização

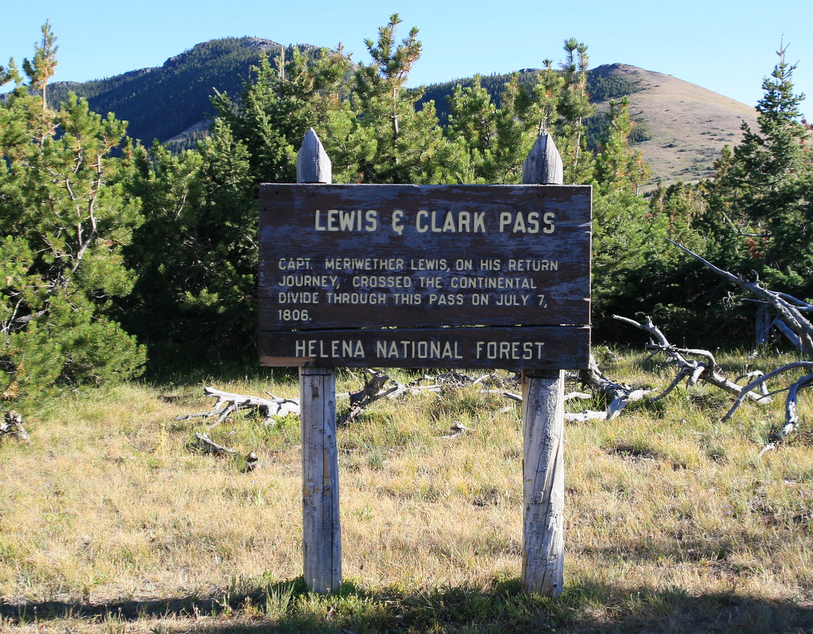
Placa da passagem de Lewis e Clark no platô do Columbia

Em 1805, a expedição de Lewis e Clark foi o primeiro contato documentado com os nez perce na região onde hoje fica o oeste de Idaho, próximo aos rios Clearwater e Snake. Os rios Clearwater e Snake tiveram seus nomes inspirados em termos indígenas, mas com mediação cultural. O Clearwater foi batizado como tradução de "Koos-Koos-Kia" (água clara), enquanto "Snake" (cobra) possivelmente deriva de um gesto indígena mal interpretado como "serpente" por membros da expedição. O nome original nez perce para o rio Snake era "Ki-moo-e-nim", que significa Rio dos Peixes.
A língua nez perce possui alguns estrangeirismos, apesar de ser polissintética, ou seja, uma única palavra pode expressar uma frase inteira (ex.: "pinimʔáːyn" = "eles vieram até o rio"). Isso dificultou a adoção de termos estrangeiros, pois eles precisavam se adequar à estrutura complexa da língua por meio de simplificações ou adaptações.
| Objeto | Origem do termo   | Empréstimo nez perce |
| ------ | ----------------- | -------------------- |
| Metal  | Inglês (metal)    | léptes               |
| Chapéu | Francês (chapeau) | sapéːlit             |
| Cruz   | Inglês (cross)    | kálas                |
| Carta  | Inglês (letter)   | líːtas               |
| Açúcar | Inglês (sugar)    | síːkem               |

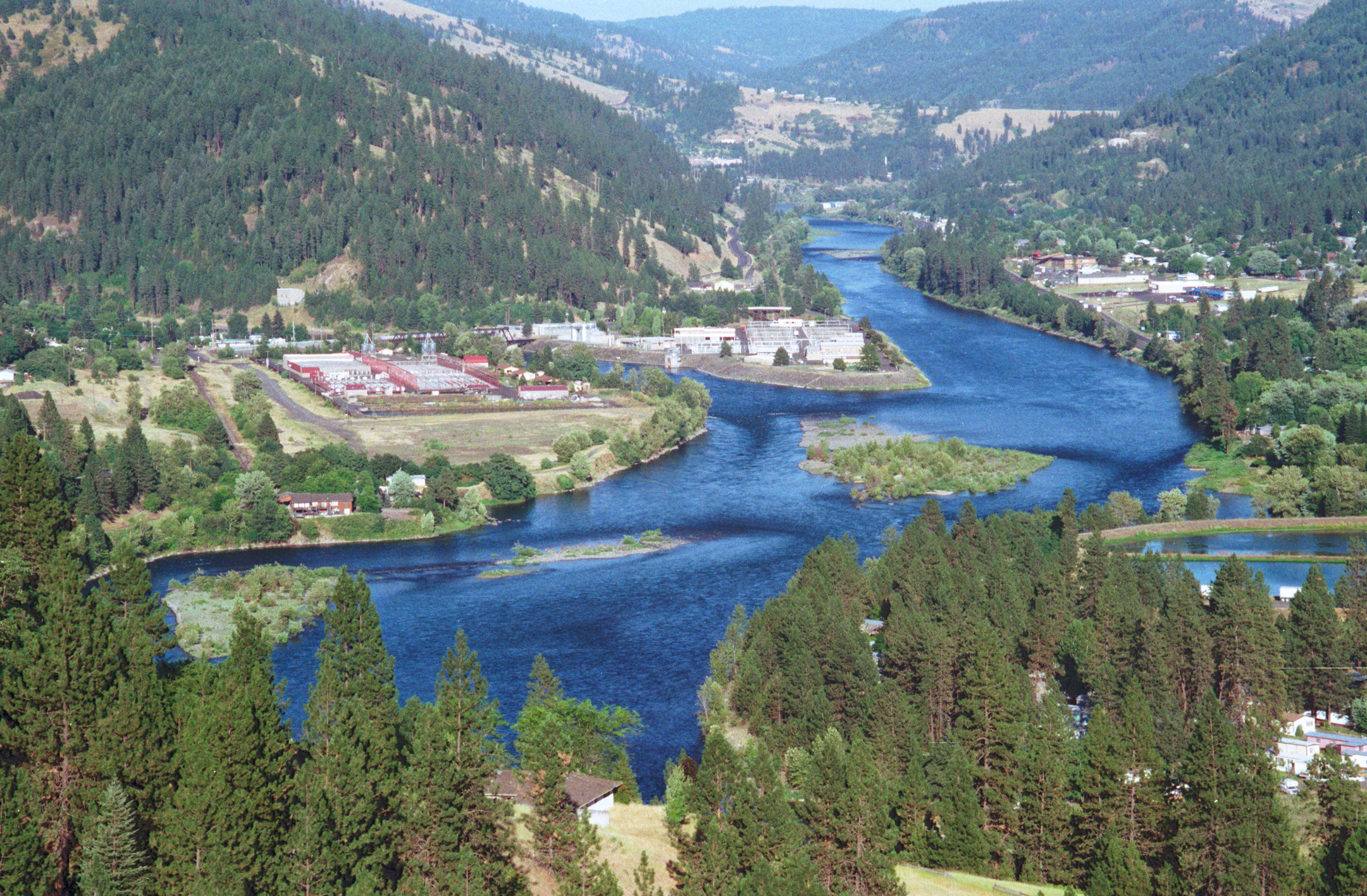
Rio Clearwater, Idaho.

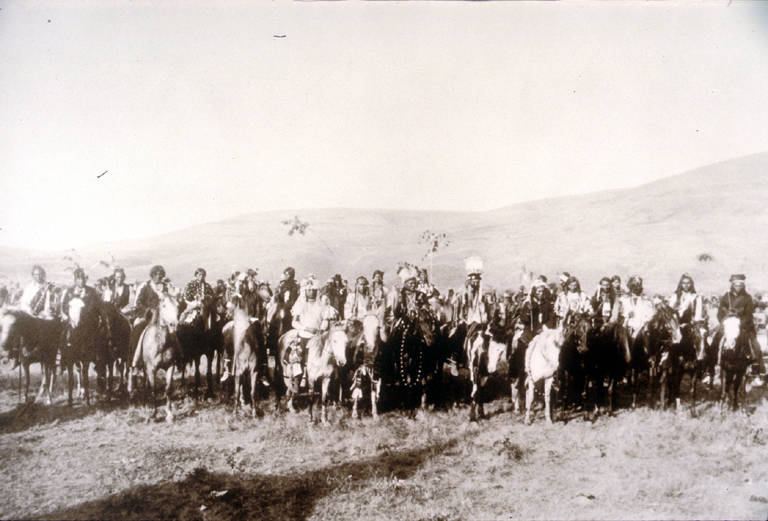
Os chefes Joseph, Espelho e Pásssaro Branco na primavera de 1877.

A demarcação do território nez perce envolveu negociações com os Estados Unidos, que começaram com tratados assinados em meados do século XIX. O Tratado de Walla Walla, firmado em 1855, foi um marco importante, definindo os limites da território nez perce na região do noroeste dos Estados Unidos, que reconhecia a soberania nez perce sobre uma área de aproximadamente 7,7 milhões de acres. Os tratados eram escritos em inglês, mas as negociações envolviam intérpretes que traduziam os termos para o nez perce. 
A Guerra dos Nez Perce, ocorrida em 1877, teve sua origem nas tensões internas geradas pela controvérsia em torno da assinatura de um novo tratado em 1863, o qual previa a redução drástica do território tradicional do povo nez perce e a incorporação ao território americano.  As autoridades dos Estados Unidos passaram a pressionar os nez perce para que se deslocassem para uma reserva muito menor, em Oklahoma, o que intensificou o conflito. Sob a liderança de chefe Joseph, o grupo percorreu mais de 2.700 quilômetros através de áreas atualmente compreendidas por Idaho, Montana e Wyoming, com diversos relatos documentando batalhas e manobras de guerrilha que retardaram o avanço das forças militares dos Estados Unidos.
| “                                                 | wéːtʔu máːwa héːnekʔe tuːqéːlenuʔ! Eu não lutarei mais para sempre! | ” |
| — Chefe Joseph, famosa frase da ordem de rendição |                                                                     |   |

 Sem suprimentos suficientes e à beira do colapso, o conflito encerrou-se em 1877, nas proximidades da fronteira com o Canadá.
| Termo em Nez Perce | Tradução            | Contexto de Uso                                                    |
| ------------------ | ------------------- | ------------------------------------------------------------------ |
| tiwétek            | Terra               | Refere-se ao território tradicional dos Nez Perce.                 |
| wéːtes             | Acordo ou tratado   | Usado para descrever os tratados assinados com os EUA.             |
| péːwis             | Fronteira ou limite | Refere-se aos limites do território Nez Perce.                     |
| tiwétek píːpin     | Pequena terra       | Refere-se à redução drástica do território após o Tratado de 1863. |
| wetíwes híptes     | Aliados falsos      | Usado para descrever a desconfiança em relação ao governo dos EUA. |
| tóːtóːts           | Guerreiro           | Refere-se aos guerreiros que protegeram o território e o povo.     |

### História da documentação

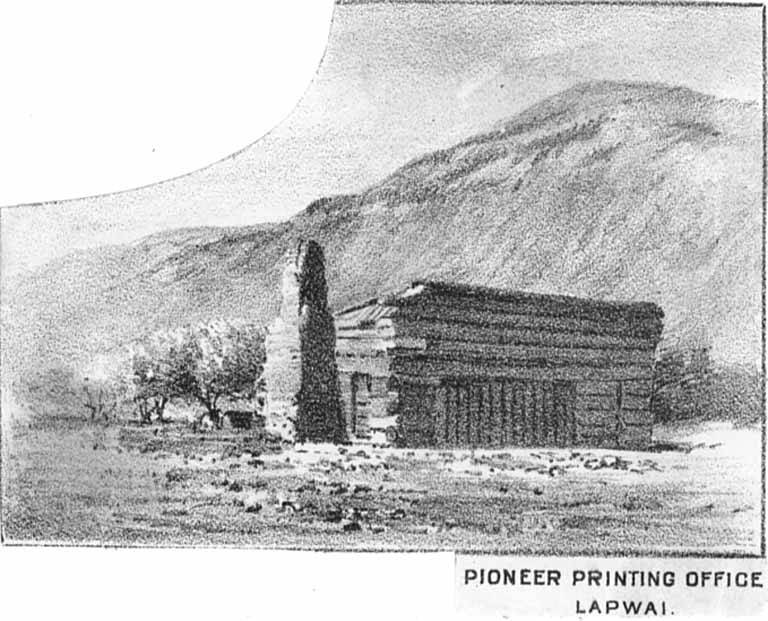
Escritório pioneiro em impressão na língua nez perce em Lapwai, Idaho.

Durante o período da primeira missão presbiteriana, entre 1831 e 1847, os missionários desempenharam um papel crucial na sistematização do nez perce, se dedicando à criação de uma forma escrita para o idioma. Essa época foi determinante para a tradução de hinos, tratos religiosos e trechos da Bíblia para o nez perce, estabelecendo uma norma ortográfica que perduraria até o século XX e servindo de base para a imposição de uma estrutura unificada pelos Estados Unidos.
Em 1836, o casal de missonários Henry e Eliza Harmon Spalding chegou à comunidade nez perce da região de Lapwai, em Idaho. Apesar de encontrar inicialmente dificuldades para lidar com a complexidade morfológica e fonética do nez perce por ser um idioma notoriamente inflexionado e com construções verbais que permitiam a expressão de sentenças inteiras em um único verbo, Spalding foi o principal instigador da produção dos primeiros textos impressos na língua. Seu folheto, impresso utilizando um sistema de escrita de sua própria criação, embora repleto de erros e posteriormente rejeitado por outros missionários, detém o mérito de ser o primeiro trabalho publicado em nez perce.
Posteriormente, missionários com capacitação linguística mais robusta, como o reverendo Asa Bowen Smith e Andrew Rodgers, aprimoraram os métodos de documentação. Smith elaborou a primeira gramática abrangente do nez perce, capturando muitas de suas nuances e complexidades gramaticais. Para a continuidade do trabalho, os missionários optaram por modificar o alfabeto Pickering, (originalmente concebido como um sistema universal para a escrita de diversas línguas indígenas) que, apesar de não representar com precisão a totalidade do sistema fonético do nez perce, demonstrou-se mais funcional e foi rapidamente adotado pelos membros do povo. Esse conjunto de iniciativas não apenas consolidou a forma escrita do nez perce, mas também teve implicações políticas e culturais, ao servir de ferramenta para a unificação e controle dos indígenas durante o processo de assimilação.

### História do ensino
Durante a década de 30, os missionários também instituíram escolas na capital administrativa da Reserva que é Lapwai, Idaho, onde eram ministradas aulas de leitura, escrita e aritmética adaptadas à realidade cultural dos nez perce. Esse processo, impulsionado pela criação de um sistema ortográfico, passou a ser ensinado a membros de todas as faixas etárias, marcando o início de uma tradição letrada na comunidade.

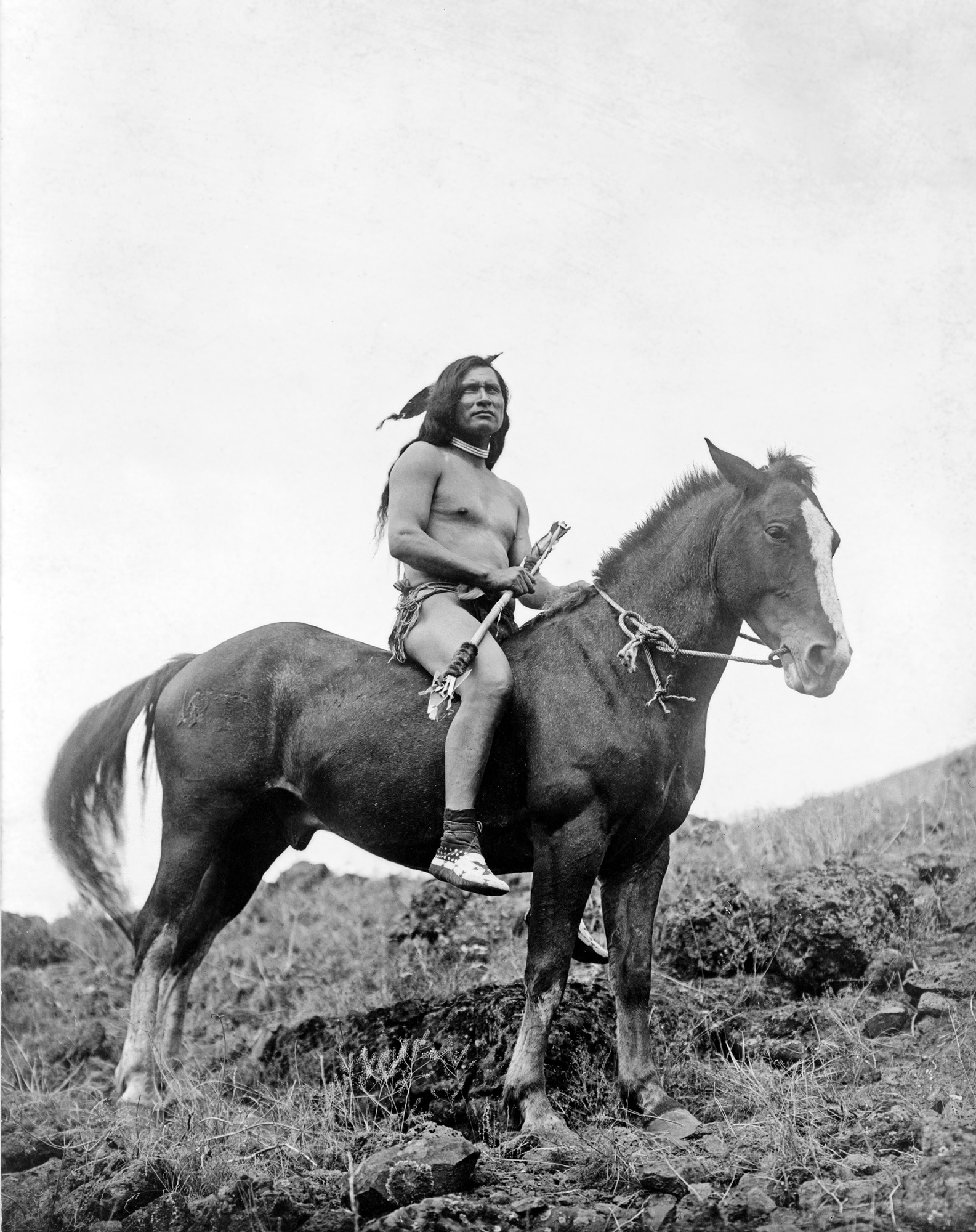
Guerreiro nez perce cavalgando

Os relatos da época apontam para variações significativas na frequência escolar, consequência da mobilidade seminomádica dos nez perce. Em determinados períodos, o número de estudantes chegou a atingir cifras expressivas: com registros mencionando até 150 alunos em momentos de maior estabilidade e, por volta de 1845, estimativas sugerindo uma população estudantil de cerca de 300 pessoas. Atualmente, o nez perce continua a ser ensinado em diversas reservas (incluindo Yakima, Nez Perce, Warm Springs e Umatilla). Programas de imersão escolar foram implementados, nos quais o currículo é desenvolvido de forma a integrar práticas culturais tradicionais, como acampamentos de verão, oficinas de narrativa oral, aulas de música e dança, com métodos pedagógicos modernos para o ensino intensivo do idioma. Paralelamente, projetos acadêmicos colaborativos têm resultado na compilação de dicionários bilíngues, gramáticas detalhadas e materiais didáticos audiovisuais, os quais incluem gravações de falantes idosos e a digitalização de histórias orais, preservando não só a pronúncia e entonação características do nez perce, mas também as variações dialetais.

## Fonologia

### Consoantes
O sistema consonantal da língua nez perce apresenta, entre as plosivas, /p/ (bilabial), /t/ (dental), /c/ (alveolar), /k/ (velar), /q/ (uvular) e /ʔ/ (glotal), sendo todas elas desvozeadas. As fricativas incluem /s/ (alveolar), /x/ (velar), /χ/ (uvular) e /h/ (glotal), também todas desvozeadas. Além disso, o sistema conta com as nasais /m/ (bilabial) e /n/ (dental), e a aproximante lateral /l/ (alveolar). Todas as consoantes que são plosivas e africadas possuem uma variante glotalizada (ejetiva).
|                     |         | Bilabial | Dental | Alveolar | Labiovelar | Palatal | Velar | Uvular | Glotal |
| ------------------- | ------- | -------- | ------ | -------- | ---------- | ------- | ----- | ------ | ------ |
| Plosiva             |         | p ⓘ      | t ⓘ    |          |            |         | k ⓘ   | q ⓘ    | ʔ ⓘ    |
| Plosiva             | Ejetiva | p' ⓘ     | t' ⓘ   |          |            |         | k' ⓘ  | q' ⓘ   |        |
| Africada            |         |          |        | t͡s ⓘ     |            |         |       |        |        |
| Africada            | Ejetiva |          |        | t͡s' ⓘ    |            |         |       |        |        |
| Nasal               |         | m ⓘ      | n ⓘ    |          |            |         |       |        |        |
| Fricativa           |         |          | s ⓘ    |          |            | x ⓘ     | χ ⓘ   | h ⓘ    |        |
| Fricativa lateral   |         | ɬ ⓘ      |        |          |            |         |       |        |        |
| Aproximante         |         |          |        | w ⓘ      | j ⓘ        |         |       |        |        |
| Aproximante lateral |         | l ⓘ      |        |          |            |         |       |        |        |

As consoantes oclusivas desvozeadas /p/, /t/ e /c/ apresentam variação em sua articulação de acordo com o contexto fonético. Quando ocorrem antes de uma vogal, são produzidas sem aspiração; quando precedem outra consoante, apresentam aspiração moderada; e em posição final, antes de uma pausa, tornam-se fortemente aspiradas. Além disso, as oclusivas desvozeadas /p/, /t/, /c/ e /q/ podem ocorrer geminadas, isto é, pronunciadas de forma duplicada e prolongada. Durante a geminação, os articuladores permanecem fechados sem que haja uma liberação completa entre as duas ocorrências, fenômeno denominado "transição fechada". Esse processo influencia a duração e a qualidade do som sem alterar o fonema representado, enquanto /k/ e /ʔ/ não apresentam geminação. Já as aproximantes labiovelar (/w/) e palatal (/j/) podem vocalizar-se parcialmente em posição de coda (final de sílaba), aproximando-se das vogais [u] e [i], respectivamente; no entanto, quando precedidas por consoantes glotalizadas, podem adquirir maior fricção. As consoantes continuantes vozeadas /m/, /n/ e /l/ frequentemente perdem sua sonoridade quando ocorrem antes de um contorno terminal, sendo realizadas como suas versões desvozeadas, o que reflete um processo fonológico característico do idioma.
| Fonema | Realização | Exemplo        | AFI                    | Tradução                                         |
| ------ | ---------- | -------------- | ---------------------- | ------------------------------------------------ |
| /p/    | [p]        | mitippe        | AFI: /miˈtipːe/        | “em um local onde há sabugueiros (elderberries)” |
| /p/    | [p=]       | páyn           | AFI: /ˈpaːjn/          | “chegar”                                         |
| /p/    | [pʰ]       | qepsíʔs        | AFI: /qepˈsiʔs/        | “mal”                                            |
| /p/    | [pʰː]      | ʔásqap         | AFI: /ˈʔaːsqapʰː/      | “irmão mais novo”, falante homem                 |
| /t/    | [tʲ]       | túːskex        | AFI: /ˈtuːskʲex/       | “para cima”                                      |
| /t/    | [t]        | ʔipnattiwáːtit | AFI: /ʔipnatːiˈwaːtit/ | “contando uma história sobre si mesmo”           |
| /t/    | [t=]       | téhes          | AFI: /ˈteːhes/         | “gelo”                                           |
| /t/    | [t̚]        | weqíttise      | AFI: /weˈqitːise/      | “eu falo em voz alta”                            |
| /t/    | [tʰ]       | petkúhtu?      | AFI: /petˈkʰuhtu/      | “nós vamos atirar”                               |
| /t/    | [tʰː]      | lepít          | AFI: /leˈpitʰː/        | “dois”                                           |
| /t͡s/   | [t͡sʲ]      | picpíccim      | AFI: /pit͡sˈpit͡sːim/    | “somente abetos vermelhos”                       |
| /t͡s/   | [t͡sʲ=]     | cílmi          | AFI: /ˈt͡sʲilmi/        | “esquilo”                                        |
| /t͡s/   | [t͡s]       | ʔiceyéːye      | AFI: /ʔiˈt͡sejeːje/     | “coiote”                                         |
| /t͡s/   | [t͡s=]      | cawíːtx        | AFI: /ˈt͡sawiːtx/       | “cenoura selvagem”                               |
| /t͡s/   | [t͡sʰ]      | líckaw         | AFI: /ˈlit͡sʰkaw/       | “nome de lugar”                                  |
| /t͡s/   | [t͡sʰː]     | wálc           | AFI: /ˈwaːlt͡sʰː/       | “faca”                                           |
| /k/    | [kʷ]       | kimíle         | AFI: /kiˈmiːle/        | “larício”                                        |
| /k/    | [k]        | kétim          | AFI: /ˈkeːtim/         | “lança”                                          |
| /k/    | [kʰ]       | tewlíːkt       | AFI: /teˈwliːktʰ/      | “árvore”                                         |
| /q/    | [qˣ]       | hiqqéːwise     | AFI: /hiqˈqeːwise/     | “ele está bêbado”                                |
| /q/    | [q]        | qíːwn          | AFI: /ˈqiːwn/          | “homem velho”                                    |
| /q/    | [q̚]        | hiqqéːwise     | AFI: /hiqˈqeːwise/     | “ele está bêbado”                                |
| /q/    | [qʰ]       | náːqc          | AFI: /ˈnaːqt͡sʰ/        | “um”                                             |
| /ɬ/    | [t͡ɬ]       | cúːɬim         | AFI: /ˈt͡suːɬim/        | “boi” ou “touro”                                 |
| /ɬ/    | [ɬ]        | ɬéːpɬep        | AFI: /ˈɬeːpɬep/        | “borboleta”                                      |
| /s/'   | [sʲ]       | símux          | AFI: /ˈsiːmux/         | “carvão vegetal”                                 |
| /s/'   | [s]        | sáway          | AFI: /ˈsaːwaj/         | “cemitério”                                      |
| /x/    | [xˠ]       | ʔatwíyaxqana   | AFI: /ʔatˈwiːjaxqana/  | “eu aconselhei ele”                              |
| /x/    | [x]        | watísx         | AFI: /waˈtiːsx/        | “amanhã/ontem”                                   |
| /x/    | [χː]       | pitχpáːma      | AFI: /pitˈχpaːma/      | “sobrinhos/sobrinhas”                            |
| /x/    | [χ]        | tásχ           | AFI: /ˈtaːsχ/          | “gordura”                                        |
| /h/    | [h̩]        | ʔelwéht        | AFI: /ʔelˈweːht/       | “ano”                                            |
| /h/    | [h]        | háːma          | AFI: /ˈhaːma/          | “homem/marido”                                   |
| /m/    | [m̥]        | wáːʔwam        | AFI: /ˈwaːʔwam̥/        | “cabeceira de rios”                              |
| /m/    | [m]        | mitáːt         | AFI: /miˈtaːt/         | “três”                                           |
| /n/    | [ŋ]        | ʔankáːχalpx    | AFI: /ʔaŋˈkaːχalpχ/    | “remova!, descubra!”                             |
| /n/    | [nʲ]       | núːsnu         | AFI: /ˈnuːsnʲu/        | “nariz”                                          |
| /n/    | [n̥]        | ʔiːmn          | AFI: /ˈʔiːmn̥/          | “joelho”                                         |
| /n/    | [n]        | náːqc          | AFI: /ˈnaːqt͡s/         | “um”                                             |
| /w/    | [w̥]        | níːckaw        | AFI: /ˈniːt͡skaw̥/       | “cesto-tampa”                                    |
| /w/    | [w]        | wúːyce         | AFI: /ˈwuːjt͡se/        | “eu fujo”                                        |
| /j/    | [j̥]        | kúy            | AFI: /ˈkuj̥/            | “vá embora!”                                     |
| /j/    | [j̝]        | konyá          | AFI: /koˈnjaː/         | “ali”                                            |
| /j/    | [j]        | yáːcaʔ         | AFI: /ˈjaːt͡saʔ/        | “irmão mais velho”                               |
| /l/    | [lʲ]       | ʔilúːt         | AFI: /ʔiˈluːtʲ/        | “ventre”                                         |
| /l/    | [l̥]        | ʔeχcí´mil      | AFI: /ʔeχˈt͡siːmil̥/     | “garganta”                                       |
| /l/    | [l]        | lepít          | AFI: /leˈpit/          | “dois”                                           |

1. ↑  O sinal de igual simboliza fechamento inicial
2. ↑  simboliza aspiração moderada
3. ↑  simboliza aspiração forte
4. ↑  simboliza palatalização
5. ↑  simboliza sons não liberados
6. ↑  simboliza labialização
7. ↑  simboliza off-glide espirantal, que ocorre quando uma consoante oclusiva não se solta abruptamente, mas desliza para um som fricativo, criando um leve atrito no final da articulação)
8. ↑  simboliza velarização
9. ↑  simboliza som forte
10. ↑  simboliza off-glide semivocálico, que ocorre quando uma vogal desliza suavemente para uma semivogal no final da articulação.
11. ↑  simboliza desvozeamento
12. ↑  simboliza com fricção

As consoantes na tabela apresentam variações alofônicas de acordo com o ambiente fonético em que ocorrem. O fenômeno de não liberação (ex.: [p̚]) ocorre quando a oclusiva não é solta audivelmente ao final, sobretudo antes de outra consoante idêntica. Em alguns casos, como em /q/, a liberação da oclusão se desfaz em um leve atrito fricativo. Em outros contextos, como no /k/ antes de /i/, ocorre a labialização, em que o lábio se aproxima, conferindo ao som um caráter arredondado (por exemplo, [kʷ]). Já a velarização se manifesta quando há um recuo da língua em direção ao véu palatino ou úvula, resultando em um timbre mais posterior, como [xˠ]. Em consoantes como /m/, /n/ e /w/, observa-se a perda de sonoridade em posição final ([m̥], [n̥], [w̥]), enquanto em /j/ há a possibilidade de maior fricção ([y̝]) após /n/ e antes de vogal. No caso de /l/, além de poder ser palatalizada ([lʲ]) em certos ambientes, a consoante também pode se tornar desvozeadas em final de palavra ([l̥]).

#### Glotalização
No nez perce, todas as consoantes que não são fricativas possuem uma variante glotalizada. Elas são caracterizadas pela coarticulação simultânea de um fechamento glotal, o que as distingue das consoantes não glotalizadas. Em termos de distribuição, as consoantes glotalizadas oclusivas aparecem principalmente no início e no meio das palavras, enquanto as consoantes glotalizadas contínuas tendem a ocorrer no meio e no final das palavras. De modo geral, as consoantes glotalizadas são menos frequentes do que suas contrapartes não glotalizadas.

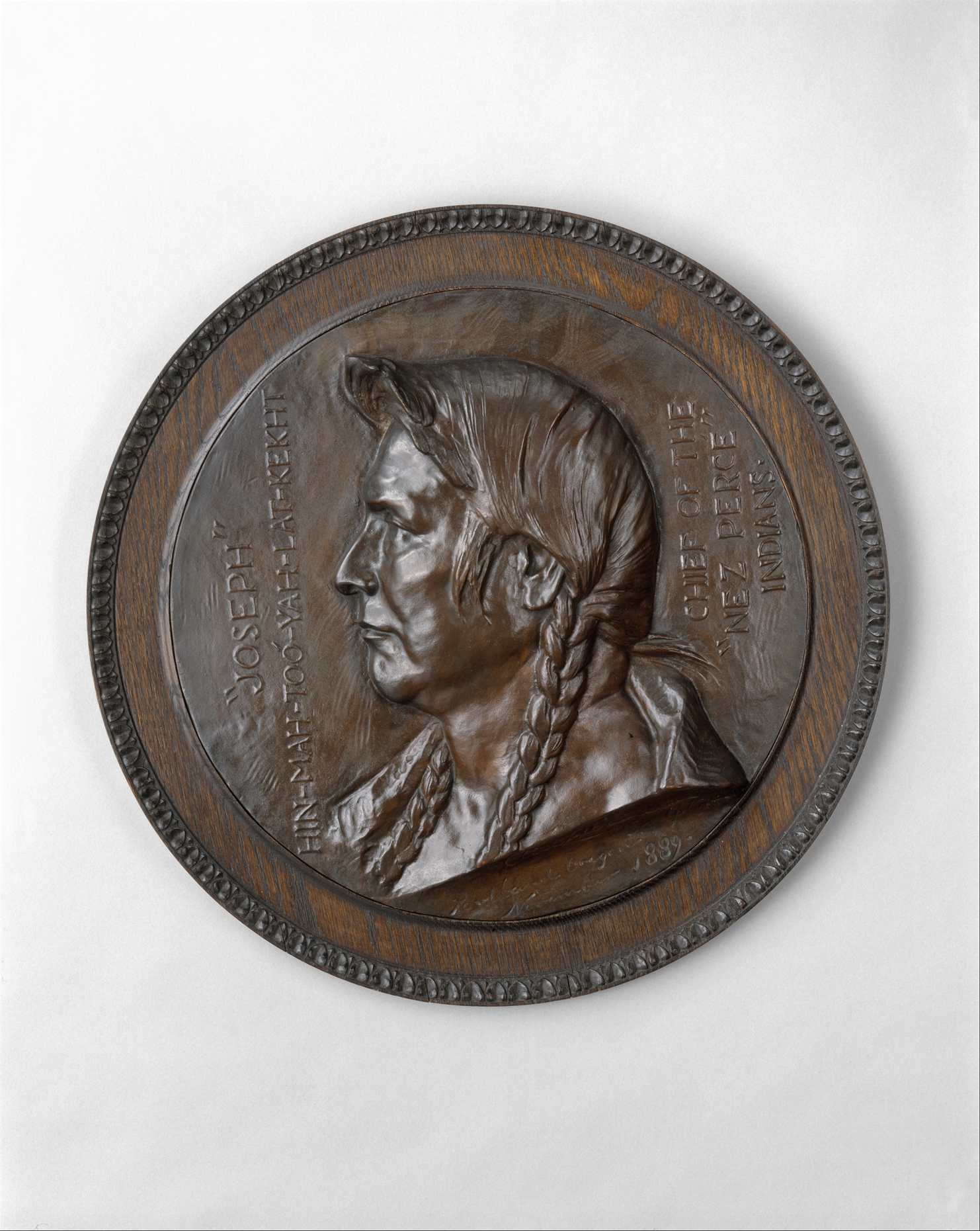
Chefe nez perce Joseph em um medalhão

As consoantes glotalizadas são fonêmicas e contrastivas, ou seja, tem valor distintivo no nez perce, podendo causar significados distintos na língua.
| Fonema | Palavra | Significado                    |
| ------ | ------- | ------------------------------ |
| /p/    | páyn    | "chegar"                       |
| /p̓/    | p̓áyn    | "ficar exausto"                |
| /t/    | táwn    | "fazer ferramentas de pedra"   |
| /t̓/    | t̓áwn    | "adivinhar no jogo de varetas" |
| /k/    | tukdx   | "rígido"                       |
| /ḱ/    | tuḱdx   | "reto"                         |

### Vogais

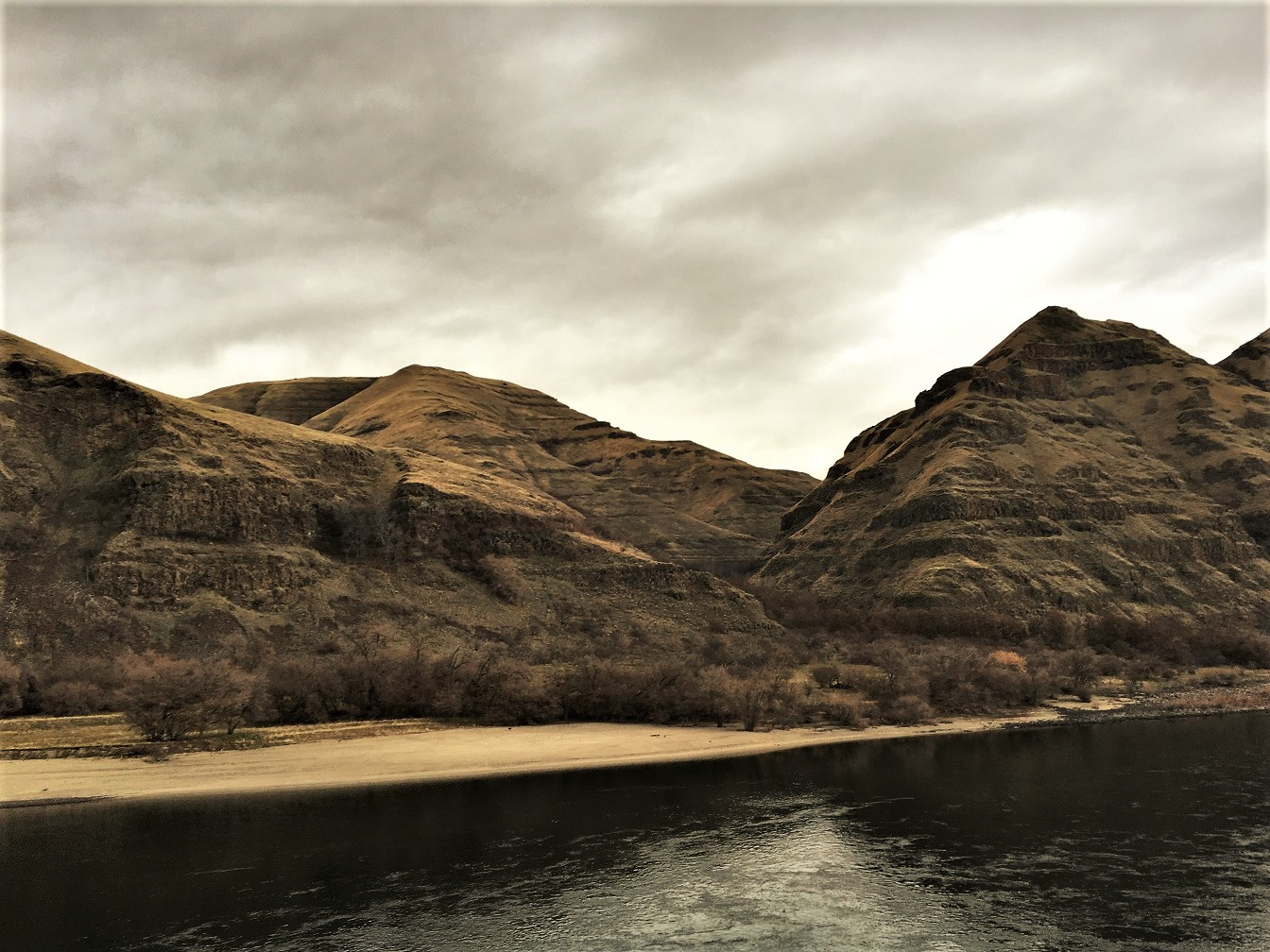
Rio Snake no Condado Nez Perce, Idaho

| Editar             | Anterior                 | Central                  | Posterior                |                          |                          |
| Fechada            | \| i ⓘ u ⓘ o ⓘ æⓘ a ⓘ \| | \| i ⓘ u ⓘ o ⓘ æⓘ a ⓘ \| | \| i ⓘ u ⓘ o ⓘ æⓘ a ⓘ \| | \| i ⓘ u ⓘ o ⓘ æⓘ a ⓘ \| | \| i ⓘ u ⓘ o ⓘ æⓘ a ⓘ \| |
| Quase fechada      | \| i ⓘ u ⓘ o ⓘ æⓘ a ⓘ \| | \| i ⓘ u ⓘ o ⓘ æⓘ a ⓘ \| | \| i ⓘ u ⓘ o ⓘ æⓘ a ⓘ \| | \| i ⓘ u ⓘ o ⓘ æⓘ a ⓘ \| | \| i ⓘ u ⓘ o ⓘ æⓘ a ⓘ \| |
| Semifechada        | \| i ⓘ u ⓘ o ⓘ æⓘ a ⓘ \| | \| i ⓘ u ⓘ o ⓘ æⓘ a ⓘ \| | \| i ⓘ u ⓘ o ⓘ æⓘ a ⓘ \| | \| i ⓘ u ⓘ o ⓘ æⓘ a ⓘ \| | \| i ⓘ u ⓘ o ⓘ æⓘ a ⓘ \| |
| Média              | \| i ⓘ u ⓘ o ⓘ æⓘ a ⓘ \| | \| i ⓘ u ⓘ o ⓘ æⓘ a ⓘ \| | \| i ⓘ u ⓘ o ⓘ æⓘ a ⓘ \| | \| i ⓘ u ⓘ o ⓘ æⓘ a ⓘ \| | \| i ⓘ u ⓘ o ⓘ æⓘ a ⓘ \| |
| Semiaberta         | \| i ⓘ u ⓘ o ⓘ æⓘ a ⓘ \| | \| i ⓘ u ⓘ o ⓘ æⓘ a ⓘ \| | \| i ⓘ u ⓘ o ⓘ æⓘ a ⓘ \| | \| i ⓘ u ⓘ o ⓘ æⓘ a ⓘ \| | \| i ⓘ u ⓘ o ⓘ æⓘ a ⓘ \| |
| Quase aberta       | \| i ⓘ u ⓘ o ⓘ æⓘ a ⓘ \| | \| i ⓘ u ⓘ o ⓘ æⓘ a ⓘ \| | \| i ⓘ u ⓘ o ⓘ æⓘ a ⓘ \| | \| i ⓘ u ⓘ o ⓘ æⓘ a ⓘ \| | \| i ⓘ u ⓘ o ⓘ æⓘ a ⓘ \| |
| Aberta             | \| i ⓘ u ⓘ o ⓘ æⓘ a ⓘ \| | \| i ⓘ u ⓘ o ⓘ æⓘ a ⓘ \| | \| i ⓘ u ⓘ o ⓘ æⓘ a ⓘ \| | \| i ⓘ u ⓘ o ⓘ æⓘ a ⓘ \| | \| i ⓘ u ⓘ o ⓘ æⓘ a ⓘ \| |
| i ⓘ u ⓘ o ⓘ æⓘ a ⓘ |                          |                          |                          |                          |                          |

A língua nez perce possui um inventário vocálico de cinco fonemas: /i/, /u/, /a/, /o/ e /æ/. Cada uma dessas vogais apresenta distinção de comprimento, podendo ser curta ou longa (ː).
Todas as vogais em posição átona tendem a realizar-se como alofones ligeiramente centralizados, com articulação mais relaxada e menos tensa. Após processos de glotalização, as vogais assumem uma qualidade faringealizada, enquanto, em contextos onde ocorrem depois de /h/ ou /ʔ/ e imediatamente antes de /n/, as vogais tônicas costumam ser nasalizadas. Em contextos específicos:
- /i/ apresenta-se como alta, frontal e não arredondada antes de /j/, possuindo ainda um glide centralizado após as consoantes /q/ ou /x/. Em demais contextos, surge como uma vogal alta frontal um pouco mais baixa.
- /æ/ realiza-se como média-baixa, frontal e não arredondada após /j/, e torna-se mais baixa (porém ainda frontal e não arredondada) nos outros contextos.

- /a/ é alta-baixa, central e não arredondada depois de /w/ ou /m/, mas se torna baixa, central e não arredondada nos demais ambientes fonéticos.
- /o/ é média, posterior e arredondada depois de /w/ ou /m/, e baixa-média, posterior e arredondada em outros contextos. Já /u/ é alta e posterior antes de certos sons (por exemplo, em presença de oclusivas glotais), realizando-se como uma vogal alta ligeiramente mais baixa e posterior nas demais posições.[23]

| Vogais          | Palavra     | Significado                    |
| --------------- | ----------- | ------------------------------ |
| /u/ - /æ/ - /a/ | súhuy       | "gordo"                        |
| /u/ - /æ/ - /a/ | séhey       | "verme"                        |
| /u/ - /æ/ - /a/ | sáhay       | "ferida" (conjunto imperfeito) |
| /i/ - /u/       | qiyéːsgiyes | "aparência malvada"            |
| /i/ - /u/       | quyéːsguyes | "gaio-azul" (par imperfeito)   |
| /u/ - /o/       | qulusqúːlus | "caspa"                        |
| /u/ - /o/       | qolosqóːlos | "esôfago" (par imperfeito)     |
| /i/ - /æ/       | nikíse      | (nome de lugar)                |
| /i/ - /æ/       | nekíse      | "eu acho"                      |
| /i/ - /a/       | ʔaːkcíːqa   | "nós vimos"                    |
| /i/ - /a/       | ʔaːkcáːqa   | "eu vi"                        |

### Prosódia
O nez perce apresenta um conjunto de traços prosódicos e suprassegmentais que afetam a acentuação, o ritmo e a estrutura fonológica das palavras e frases. Um elemento central é o sistema de acento, que combina intensidade e altura tonal. Em geral, a sílaba tônica coincide com o acento primário, mas certos morfemas dominantes podem “puxar” esse acento para si, resultando em padrões de tonicidade atípicos. Esse mecanismo destaca o papel da morfologia na definição da prosódia.
Outro traço relevante é a oposição entre vogais curtas e longas, associada à duração (cerca de duas moras para as vogais longas) e à maior tensão na sílaba. Muitas vezes, as vogais longas recebem mais ênfase e podem coincidir com a sílaba acentuada, contribuindo para distinguir significados e organizar o ritmo do enunciado.
Além dos segmentos individuais, o nez perce apresenta fenômenos suprassegmentais que afetam a prosódia e a estrutura fonológica das palavras. Esses elementos incluem características como alongamento vocálico, acento, juntura, pausas e contorno terminal, desempenhando um papel fundamental na distinção de significados e na organização do discurso. A seguir, são descritos os principais traços suprassegmentais do idioma:
- o alongamento vocálico (ː) caracteriza-se por maior tensão na sílaba e por uma duração de aproximadamente duas moras.
- o acento primário (transcrito como /´/) apresenta tom alto e maior intensidade na sílaba.
- o junctura fonológico (/+/) se manifesta por meio de um glide que vai de médio para alto na sílaba longa tônica subsequente, além de ocasionar o alofone dental de /n/ quando a consoante seguinte é /k/ ou /q/.

- a forma de pausa (/,/) inclui uma pausa breve claramente perceptível, de modo que a sílaba longa tônica subsequente inicia-se em tom médio.
- o contorno terminal (/./) caracteriza-se por uma ligeira queda de tom, acompanhada de alofones desvozeados das consoantes /m/, /n/, /w/, /y/ ou /l/ que as precedem.[24]

| Suprassegmental          | Exemplo 1                          | Exemplo 2                                       |
| ------------------------ | ---------------------------------- | ----------------------------------------------- |
| Alongamento vocálico (ː) | síːs ("caldo")                     | sís ("umbigo")                                  |
| Acento primário (´)      | wéːcese ("Eu estou montando")      | weːcéːse ("Eu estou dançando" - par imperfeito) |
| Juntura fonológicas (+)  | ʔéː + wíːce ("Você está chorando") | ʔewíːce ("Eu estou com sono" - par imperfeito)  |

Embora a entonação também diferencie tipos de enunciados e segmentos do discurso, a maior parte dos estudos sobre o nez perce se concentra no acento lexical e em interações morfofonêmicas.

### Fonotática
Na fonotática do nez perce, a estrutura silábica pode ser descrita como C1V(ː)(C₂)(C₃)(C₄)(C₅). Após uma juntura fonológica (ou fronteira de palavra), pode ocorrer qualquer consoante, exceto continuantes glotalizadas. À parte da exceção, C₁ pode ser qualquer consoante, enquanto V pode ser qualquer vogal. Quando seguida de juntura, C₂ pode ser qualquer consoante, com exceção de /k/, /q/, /h/ e consoantes oclusivas glotalizadas. Além disso, não há encontros consonantais após a fronteira de palavra fonológica.
No que diz respeito aos aglomerados consonantais em posição pré-juntural, sequências de três ou quatro consoantes geralmente incluem, em posição final, aglomerados de duas consoantes permitidos (com exceção de combinações específicas, como qt e qs). Em aglomerados de quatro consoantes, somente em alguns casos as três últimas consoantes formam um grupo final válido. Não se encontram exemplos de geminação ou de consoantes glotalizadas nesses aglomerados, e tanto /p/ quanto as consoantes vozeadas não aparecem como último membro quando sucedem paradas, à exceção de /ʔ/.
| C1                          | V(ː)           | C2                    | C3                 | C4            | C5      |
| --------------------------- | -------------- | --------------------- | ------------------ | ------------- | ------- |
| qualquer consoante −Cglotal | qualquer vogal | C−k, q, h, Pglotal    |                    |               |         |
| qualquer consoante −Cglotal | qualquer vogal | C−ɬ, Cglotal          | C−k, q, h, Cglotal |               |         |
| qualquer consoante −Cglotal | qualquer vogal | C−p, t, k, q, Cglotal | p, t, c, q, x, y   | t, c, s, x    |         |
| qualquer consoante −Cglotal | qualquer vogal | p, ʔ, h, x            | t, c, n, y, w, s   | p, k, s, x, q | t, c, s |

### Harmonia vocálica
A harmonia vocálica no nez perce é um fenômeno em que as vogais de certos trechos de palavra (ou de toda a palavra) precisam pertencer a um mesmo conjunto, sofrendo adaptações conforme a presença de marcadores morfofonêmicos específicos. Em várias línguas, a harmonia vocálica se baseia em traços como [±ATR] (raiz da língua avançada) ou [±posterior], nos quais vogais com valores opostos não podem coexistir na mesma palavra. O nez perce, porém, não se enquadra nessas distinções tradicionais. Alguns pesquisadores defendem que o idioma segue um princípio de Máximo Contraste, que é uma proposta dentro da fonologia segundo a qual as vogais (ou outros sons) de uma língua são organizadas de modo a manter diferenças perceptivas claras entre si, de forma a maximizar as distâncias articulatórias e auditivas, garantindo que cada fonema permaneça o mais distinto possível dos demais evitando confusões entre elas.
De forma geral, o nez perce dispõe de dois conjuntos de vogais possíveis em uma sequência harmônica:
| Conjunto   | Vogais        |
| ---------- | ------------- |
| Conjunto 1 | /a/, /o/, /i/ |
| Conjunto 2 | /æ/, /u/, /i/ |

Quando uma palavra ou parte dela está sob a influência da harmonia, todas as vogais daquele trecho devem pertencer exclusivamente ao Conjunto 1 ou ao Conjunto 2, sem misturar vogais de ambos. A ocorrência do /i/ nos dois conjuntos acontece porque ela geralmente não é alterada pelas regras de harmonia que transformam /a/ em /æ/ (ou vice-versa) e /o/ em /u/ (ou vice-versa). Quando o falante precisa adequar as vogais de um trecho morfofonêmico a um dos dois conjuntos, /i/ permanece inalterado, o que o caracteriza como “transparente” ou “neutro”.
Essa harmonia é controlada por quatro morfofonemas,  "{æ}", "{u}", "{ _ }" e "{-}", que não se realizam como sons independentes, mas determinam quais vogais surgirão em cada contexto.
- "{æ}"
  1. →  /a/ se ocorrer junto com { _ } no mesmo trecho harmônico.
  2. →  /æ/ em todos os demais contextos.

{túːtæʔ} →  /tóːtaʔ/ "pai" (vocativo)
{ʔíːtæʔ} →  /ʔíːtæʔ/ "mãe" (vocativo)
- "{u}"
  1. → /o/ se ocorrer junto com { _ } no mesmo trecho harmônico.
  2. → /u/ em todos os demais contextos.

{suːyæːpuː} →  /soːyáːpoː/ "o povo branco"
{tæwæːpuː} →  /tæwæːpuː/ "o povo de Orofino, Idaho"
- "{ _ }" e "{-}" são fonemicamente nulos

Em termos práticos, se um trecho morfofonêmico contiver "{æ}" e "{ _ }" simultaneamente, a vogal produzida será /a/ (em vez de /æ/). Da mesma forma, a presença de "{u}" e "{ _ }" no mesmo intervalo harmônico resultará em /o/ (em vez de /u/). Caso "{ _ }" não esteja presente, "{æ}" permanece /æ/ e "{u}" permanece /u/. Já o morfofonema "{-}" interrompe a sequência harmônica, impedindo que essas mudanças se propaguem além dele.

## Ortografia
A língua nez perce é usualmente registrada em um sistema fonográfico baseado no alfabeto latino, com escrita horizontal, da esquerda para a direita e de cima para baixo. O alongamento vocálico pode ser indicado por dois-pontos após a vogal (por exemplo, /aː/) ou, alternativamente, pelo dobramento da vogal (por exemplo, “aa”). Já o acento primário (transcrito como ´) marca tom alto e maior intensidade quando colocado sobre vogal, e pode sinalizar glotalização se estiver sobre consoante.
A forma escrita do nez perce tem raízes nos primeiros esforços missionários do século XIX, mas a ortografia fonêmica atualmente adotada consolidou-se ao longo do século XX. As revisões mais significativas ocorreram sobretudo a partir do trabalho de Haruo Aoki, na década de 1970, e foram motivadas pela necessidade de padronizar a escrita em materiais pedagógicos e de pesquisa. Entre as mudanças específicas que se observaram ao longo do tempo, destacam-se:
- Representação de /ts/: Em ortografias missionárias mais antigas, esse fonema podia ser escrito como “ts” ou até “ch”. Com o avanço dos estudos linguísticos, optou-se por usar a letra c de forma consistente.
- Indicação de oclusão glotal: Inicialmente, muitos documentos usavam o apóstrofo simples (’) para representar /ʔ/. Com a adoção de símbolos do Alfabeto Fonético Internacional, alguns autores passaram a empregar ʔ. Contudo, ainda há variação: materiais mais recentes, especialmente pedagógicos, podem manter o apóstrofo para maior praticidade.
- Vogais longas: A princípio, algumas publicações marcavam a vogal longa com um acento agudo (por exemplo, á) ou um acento circunflexo (â). Posteriormente, passou-se a usar vogais duplas (aa, ee, ii, oo, uu) ou dois-pontos após a vogal (aː, eː, iː, oː, uː).
- Distinção entre /k/ e /q/: Em ortografias antigas, ambos os sons (velar e uvular) eram frequentemente grafados como “k”. Com a análise mais aprofundada do inventário consonantal, introduziu-se o q para /q/, garantindo maior precisão fonêmica.
- Fricativa lateral surda /ɬ/: Alguns sistemas usavam combinações como “hl” ou “lh” para esse som, ao passo que, em propostas mais recentes (influenciadas pelo AFI), aparece o símbolo ɬ.
- Marcação de acento e glotalização: Embora o acento primário já fosse assinalado por alguns autores, houve maior padronização ao empregar o acento agudo (´) especificamente sobre vogais para indicar tom alto e intensidade, e sobre consoantes para sinalizar glotalização.[27]

Essas revisões foram feitas gradualmente, em parte por influência das pesquisas de Haruo Aoki (especialmente a partir de Nez Perce Grammar, 1970, e Nez Perce Dictionary, 1994) e em parte pelas necessidades práticas do Nimipuːtímt Language Program, responsável por materiais de ensino e revitalização. Hoje, ainda se observam variações entre as diferentes publicações e comunidades de fala, mas a tendência é manter um sistema fonográfico que represente com fidelidade os sons do nez perce, ao mesmo tempo em que seja funcional para o ensino.
| Grafema | Fonema (AFI) | Exemplo de Pronúncia                           |
| ------- | ------------ | ---------------------------------------------- |
| a       | /a/ ⓘ        | Como “a” de “casa”                             |
| aː      | /aː/         | Como o "aa" de "Staat" ("Estado" em alemão) ⓘ  |
| e       | /æ/ ⓘ        | Como "a" de "hats" ("chapéus" em inglês) ⓘ     |
| eː      | /eː/         | Como "e" de "vêem"                             |
| i       | /i/ ⓘ        | Como “i” em “livro”                            |
| iː      | /iː/         | Como "ee" em "sheep" ("ovelha" em inglês) ⓘ    |
| o       | /o/ ⓘ        | Como "ô" em "avô"                              |
| oː      | /oː/         | Como "o" em "Tokyo" ("Tóquio" em japonês) ⓘ    |
| u       | /u/ ⓘ        | Como “u” em “lupa”                             |
| uː      | /uː/         | Como "oo" em "food" ("comida" em inglês) ⓘ     |
| p       | /p/ ⓘ        | Como “p” em “pato”                             |
| t       | /t/ ⓘ        | Como “t” em “teto”                             |
| k       | /k/ ⓘ        | Como “c” em “casa”                             |
| c       | /ts/ ⓘ       | Como "ts" em "tsunami"                         |
| s       | /s/ ⓘ        | Como “s” em “sapo”                             |
| m       | /m/ ⓘ        | Como “m” em “mesa”                             |
| n       | /n/ ⓘ        | Como “n” em “neve”                             |
| l       | /l/ ⓘ        | Como “l” em “livro”                            |
| w       | /w/ ⓘ        | Como "u" em "água"                             |
| y       | /j/ ⓘ        | Como "i" em "pai"                              |
| h       | /h/ ⓘ        | Como “h” em “house” ("casa" em inglês) ⓘ       |
| x       | /x/ ⓘ        | Como “j” em “jamón” ("presunto" em espanhol) ⓘ |
| χ       | /χ/ ⓘ        | Como “ch” em “Bach” (alemão) ⓘ                 |
| ɬ       | /ɬ/ ⓘ        | Como o "l" em "tahtli" ("pai" em nahuatl) ⓘ    |
| ʔ       | /ʔ/ ⓘ        | Como "-" em "uh-oh" (inglês) ⓘ                 |

### Grafemas
ʔaːyat-nim ciqʔaːmqal-ne hi-ʔyaːχ-n-a

## Gramática

### Artigos
No que diz respeito à categoria de artigos, o nez perce não dispõe de formas equivalentes aos artigos definidos e indefinidos das línguas indo-europeias (por exemplo, “o/a” e “um/uma” em português). Em vez disso, o idioma recorre a estratégias morfológicas e contextuais para indicar referências definidas ou indefinidas, como marcadores de proximidade, posse, pronomes demonstrativos e contexto discursivo.

### Pronomes

#### Pronomes pessoais
Os pronomes pessoais no nez perce são empregados para referenciar humanos, sendo que animais e objetos são geralmente referenciados por pronomes demonstrativos ou descrições contextuais. Os pronomes podem ser combinados com afixos verbais para indicar relações gramaticais específicas, como sujeito, objeto ou posse.
| Pessoa    | Número           | Sujeito Intransitivo | Sujeito Transitivo | Objetivo |
| --------- | ---------------- | -------------------- | ------------------ | -------- |
| 1ª Pessoa | Singular         | ʔiːn                 | ʔiːn               | ʔiːne    |
| 1ª Pessoa | Plural Inclusivo | kiye                 | kiye               | kiye     |
| 1ª Pessoa | Plural (Neutro)  | nuːn                 | nuːn               | nuːn     |
| 2ª Pessoa | Singular         | ʔiːm                 | ʔiːm               | ʔimene   |
| 2ª Pessoa | Singular         | ʔeː                  | ʔeː                | ʔeː      |
| 2ª Pessoa | Plural           | ʔime                 | ʔime               | ʔimuːne  |
| 2ª Pessoa | Plural           | ʔeːtx                | ʔeːtx              | ʔeːtx    |
| 3ª Pessoa | Singular         | ʔipi                 | ʔipnim             | ʔipne    |
| 3ª Pessoa | Plural           | ʔime                 | ʔimeːm             | ʔimuːne  |

|          | 1ª Pessoa | 2ª Pessoa | 3ª Pessoa |
| -------- | --------- | --------- | --------- |
| Singular | ʔíːne     | ʔimuné    | ʔipné     |
| Plural   | núːne     | ʔimené    | ʔimuːné   |

Os pronomes pessoais na língua nez perce são organizados em dois casos principais: reto e oblíquo. No caso reto, os pronomes são usados como sujeitos ou predicados e variam conforme a pessoa (1ª, 2ª, 3ª) e o número (singular e plural), com distinções entre com e sem objeto. A 3ª pessoa não distingue gênero e quando há objeto na frase, ela é adicionada como um prefixo. No nez perce, a forma singular do pronome “você” pode aparecer como ʔíːm/ ʔéː. O segmento ʔíːm não é obrigatório, mas pode ser utilizado para dar ênfase quando aparece junto de ʔéː. A mesma lógica se aplica ao plural, em que se emprega ʔimé. Em perguntas cotidianas, como “Onde você está?”, costuma-se usar míne ʔéː wéːs?, enquanto em abordagens mais enfáticas, como “Onde VOCÊ está?”, emprega-se míne ʔíːm ʔéː wéːs?. Outro ponto importante diz respeito ao pronome “nós”. Quando a ação descrita inclui tanto o falante quanto o interlocutor, utiliza-se kíye. Caso o interlocutor não participe da ação, recorre-se a núːn. No nez perce, a forma verbal já indica quem realiza a ação, quantos indivíduos estão envolvidos e em que tempo ocorre, o que torna desnecessário o uso frequente de pronomes. Ainda assim, em materiais didáticos, costuma-se empregar pronomes de maneira sistemática para reforçar o aprendizado.
Os pronomes ʔeː (2ª pessoa singular) e ʔeːtx (2ª pessoa plural) são indeclináveis, ou seja, mantêm a mesma forma independentemente da função na frase. Eles são semelhantes a clíticos em outras línguas, sendo fonologicamente leves e usados em posições específicas. Por exemplo, "você fez algo" é ʔeː haniːnya, e "vocês estão indo" é ʔeːtx hipteciːx.
A formação do pronome oblíquo ocorre com a adição do sufixo -ne ao pronome do caso reto, que só não recebe acento na 1ª pessoa. As alterações de certas vogais se devem ao processo de harmonia vocálica do nez perce.

#### Pronomes possessivos
Na língua nez perce, o sufixo "-nim" é utilizado para marcar posse ou o sujeito que realiza uma ação verbal, incluindo os pronomes pessoais, que viram pronomes possessivos. Este sufixo pode assumir várias formas dependendo da raiz à qual está ligado.
| Pronome Pessoal | Tradução        | Pronome Possessivo | Tradução             |
| --------------- | --------------- | ------------------ | -------------------- |
| ʔíːn            | Eu              | ʔíːnim             | Meu/Minha            |
| ʔíːm / ʔéː      | Você            | ʔimím              | Seu/Sua              |
| ʔipí            | Ele/Ela         | ʔipním             | Dele/Dela            |
| núːn            | Nós (exclusivo) | núːnim             | Nosso/Nossa          |
| ʔimé / ʔéːtx    | Vocês           | ʔiméːm / ʔéːtx     | Seus/Suas (plural)   |
| ʔimé            | Eles/Elas       | ʔiméːm             | Deles/Delas (plural) |

#### Pronomes demonstrativos
Na língua nez perce, os morfemas demonstrativos são utilizados para indicar proximidade ou distância em relação ao falante. Existem dois morfemas demonstrativos principais: {kí} (este/esta) e {ku} (esse/essa ou aquele/aquela). Esses morfemas possuem alomorfos que variam de acordo com o ambiente fonológico ou gramatical em que são utilizados.
| Morfema | Significado                    | Ambiente | Ambiente | Ambiente | Ambiente | Ambiente |
| Morfema | Significado                    | 1        | 2        | 3        | 4        | 5        |
| ------- | ------------------------------ | -------- | -------- | -------- | -------- | -------- |
| {kí}    | "este/esta"                    | kíː      | kín      | kin      | kin      | kíː      |
| {ku}    | "esse/essa" ou "aquele/aquela" |          | kun      | kún      | kun      | kun      |

1. ↑  Antes de {kek} ou em todos os outros casos não listados
2. ↑  Antes de {pe} (com exceção do caso 4), {ike}, {ki}, {kihik}, {ne}, {nim}, {weeet}.
3. ↑  Antes de {'éyn}.
4. ↑  Antes de {pe mé}.
5. ↑  Antes de {me}.

#### Pronomes interrogativos
| Pronome Indeterminado | Tradução            |
| --------------------- | ------------------- |
| ʔituː                 | o quê               |
| ʔisiː                 | quem/alguém         |
| manaː                 | como/por quê        |
| mine / me             | onde                |
| mawa                  | quando              |
| mac                   | quantos             |
| malaham               | quantas vezes       |
| mast                  | quão longo          |
| miniku                | qual                |
| mimnaʔi               | de que maneira/como |

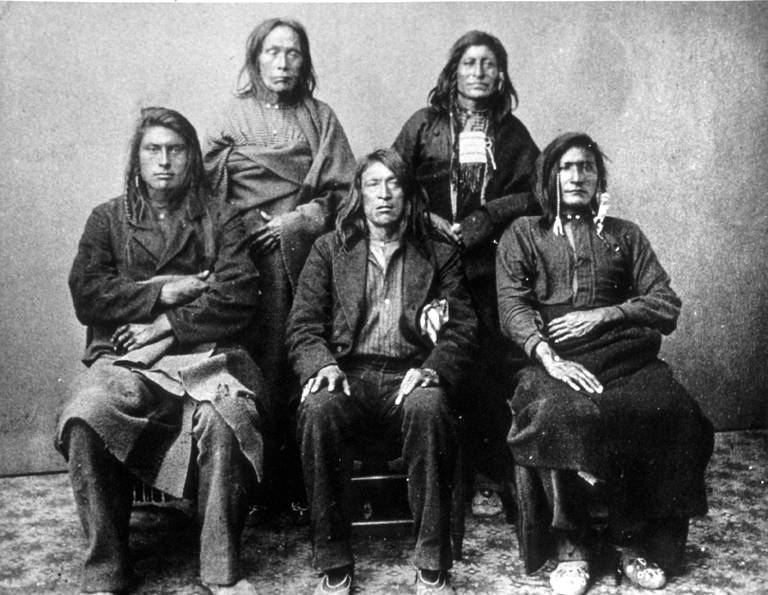
Homens nez perce

Esses pronomes são usados principalmente como palavras interrogativas no início da frase. Por exemplo:
- ʔituː-nm pee-p-tetu íepiep-ne? (O que come borboletas?)
- mine ʔeː weːk-e? (Onde você estava?)

Quando usados em contextos de negação, os pronomes indeterminados devem seguir a partícula negativa weːtʔu. Por exemplo:
- weːtʔu ʔisiː-ne kine ʔe-neː-suk-ce (Eu não reconheço ninguém aqui).

Em perguntas sim/não, os pronomes indeterminados geralmente seguem a partícula weːt, mas em alguns casos podem precedê-la. Por exemplo:
- weːt ʔisiː-ne ʔe-suki-ce? (Você reconhece alguém?)

Além disso, esses pronomes são usados em condicionais e imperativos, onde podem adquirir um significado de livre escolha. Por exemplo:
- cʔalawi ʔisiː-me hi-kuː-siːx, ʔe-neːs-tiwʔix-nipeːc-wi-se (Se alguém for, eu quero ir também).[35]

### Substantivos
No nez perce, os substantivos podem ocorrer sem determinantes (não há artigos definidos ou indefinidos). O sintagma nominal pode incluir demonstrativos, genitivos (posse), numerais e elementos que funcionam lato sensu como adjetivos. Em geral, esses constituintes precedem o substantivo, embora haja alguma flexibilidade na ordem e na concordância de caso e número.

#### Ordem das palavras nos sintagmas nominais
yóx lepit ʔiːn-im ki-kuckuc laːtis
aquele dois 1SG-GEN PL-pequena flor

“Aquelas duas minhas flores pequenas.”

#### Número e classificação
Alguns substantivos e a maioria dos adjetivos apresentam marcação de plural. Esse plural pode ocorrer por meio de sufixos (por exemplo, -me em nomes de referentes humanos), reduplicação inicial (em geral, ci-) ou mesmo um prefixo especial (he-, em palavras iniciadas por consoante glotal). Há, porém, diversos substantivos que não exibem marca de plural, ainda que possam desencadear concordância plural no verbo.
O sistema de classificadores do nez perce é relativamente restrito e se manifesta sobretudo nos numerais e quantificadores, destacando entidades humanas com formas como -we. Não há, entretanto, um sistema amplo de gêneros ou classificações, limitando-se essencialmente a essa distinção entre humano e não humano. Ainda assim, encontra-se certa flexibilidade, pois formas sem classificador podem ser usadas com referentes humanos em alguns contextos.
Um exemplo que ilustra a marcação de número e a presença de classificadores em nez perce pode ser visto na frase abaixo, onde “lep-u’” (literalmente “dois-HUM”) classifica o referente como humano, enquanto “lepit” (simplesmente “dois”) aparece sem classificador para um objeto não humano:
Lep-uʔ ha-ham hi-caːp-kilʔaːx-siːx lepit ʔite-tpʔes
(dois-HUM homens 3SUJ-com as mãos-erguer-IMPERF.PL dois caixa)

“Dois homens estão levantando duas caixas.”

#### Casos gramaticais
No nez perce, os sintagmas nominais podem receber marcas de caso que refletem um sistema tripartite. Em construções transitivas, o sujeito costuma receber marca ergativa, enquanto o objeto aparece com a marca objetiva; já os sujeitos de orações intransitivas não apresentam marca de caso. O caso ergativo é usualmente marcado por sufixos como -nim, -nm ou -m e o caso objetivo é marcado pelos sufixos -ne, -na ou -a. Assim, o idioma distingue morfologicamente os três papéis gramaticais: sujeito intransitivo, sujeito transitivo e objeto.
As principais marcas de caso descritas são ergativo, objetivo, genitivo, instrumental, benefativo, alativo, locativo, ablativo, comitativo e vocativo. Na maioria das formas nominais, o ergativo e o genitivo coincidem, levando alguns autores a considerá-los como um só caso (chamado “nominativo-possessivo”). Contudo, em pronomes de 1ª e 2ª pessoas, não há marca ergativa, mas existe uma forma genitiva, o que evidencia a distinção funcional entre esses dois casos.
ki-nm picpic-nim peː-p-uʔ cu’yeːm-ne

“Este gato (ERG) comerá o peixe (OBJ).”
hi-pnim-se

“O gato está dormindo.”
ʔiːn ʔa-lawlimq-sa
“(Eu) estou consertando (algo).”
ʔeː ʔiniːt-pe pay-noʔqa. ʔiːn-im piskis-ne.

“Venha à minha casa. Conserte minha porta.”
Em alguns contextos, o nome e seus modificadores podem apresentar concordância de caso (e também de número), embora essa concordância seja opcional. Esse fenômeno aparece com adjetivos, numerais e expressões genitivas que podem receber a mesma marca de caso do substantivo que modificam, mas nem sempre isso é necessário.

### Verbos
A classe verbal no nez perce é responsável por expressar ações, processos e estados, funcionando como núcleo oracional. Os verbos podem possuir marcação de tempo, modo, aspecto, pessoa, número e, em certos casos, relações espaciais ou modais.

#### Tempo
O nez perce emprega diferentes sufixos (ou combinações de sufixos) para expressar distinções temporais. Três categorias gerais são passado, presente e futuro, mas com subdivisões específicas:
pitʔiːnʔ hi-ʔyaːχ-n-a picpic
menina 3SUJ-encontrar-PASS gato

“A menina encontrou um gato.”
hi-pnim
3SUJ “dormir”

“Ele/ela dorme.”
pitʔiːnʔ hi-ʔyaːχ-nuʔ picpic
menina 3SUJ-encontrar-FUT gato  

“A menina vai encontrar (está prestes a encontrar) o gato.”

#### Modo
No nez perce, os modos indicam a posição do falante em relação à ação verbal (certeza, dúvida, ordem, desejo etc.).
pitʔiːnʔ hi-ʔyaːχ-n-a
menina 3SUJ-encontrar-PASS

“A menina encontrou (indicativo, passado remoto).”
pewi-tx laːtis-ne
procurar-IMP flor-OBJ

“Procure a flor!”
wíː-kay hi-ʔiqcuːp
querer-OPT 3SUJ-beber

“Tomara que ele/ela beba.”
wihne-noʔqa
ir-POSSIBIL

“Eu poderia/deveria ir.” (sem indicar certeza epistêmica, mas sim uma permissão ou possibilidade).

#### Aspecto
A marcação de aspecto no nez perce descreve como a ação se desenrola no tempo.
hi-ʔyaːχ-se
3SUJ-encontrar-IMPERF

“Ela está encontrando / encontra (regularmente).”
hi-ʔyaːχ-n-a
3SUJ-encontrar-PASS/PERF

“Ela encontrou (ação concluída, tempo remoto).”
hi-ʔyaːχ-nuʔ
3SUJ-encontrar-PROSP

“Ela vai encontrar (está prestes a encontrar).”
hi-caːp-kilʔaːx-siːx
3SUJ-com.as.mãos-levantar-HAB.PL

“Eles (costumam) levantar (algo) com as mãos repetidamente.”

### Sentenças

#### Ordem da frase
No nez perce, embora exista certa preferência por uma estrutura próxima de SOV (sujeito–objeto–verbo), o nez perce permite variação considerável na ordem dos constituintes. Esse dinamismo decorre, em grande parte, do uso de marcas de caso que sinalizam as funções sintáticas dos participantes na oração. A ênfase (ou foco) em determinado elemento pode levar à sua realocação na frase, sem prejuízo da compreensão, pois o caso morfológico já indica quem desempenha o papel de agente ou de paciente.
ʔaːyat-nim ciqʔaːmqal-ne hi-ʔyaːχ-n-a
mulher-ERG cachorro-OBJ 3SUJ-encontrar-PASS (SOV)

“A mulher (ERG) encontrou o cachorro (OBJ).”
kiː péːteʔen-nem qíːw-ne ʔiceyeye-nim
agora 3-falar-LOC-PASS velho-OBJ coyote-ERG (VOS)

“Agora o coiote falou com o velho.”
Kaː háːtya-nm páː·hahma-ne ʔiceyeye-nim
E vento-ERG 3-levar-LOC-PASS coyote-ERG (SVO)

“E o vento levou o coiote embora.”

#### Alinhamento
A língua Nez Perce apresenta um sistema de alinhamento morfossintático que combina características do sistema nominativo-acusativo com traços do sistema ergativo-absolutivo, frequentemente descrito como tripartite. Em orações intransitivas, o sujeito (S) não recebe marca de caso; já em orações transitivas, o sujeito (A) recebe marca ergativa (-nim, -nm ou -m) e o objeto (O) recebe marca objetiva (-ne, -na ou -a). Dessa forma, o sujeito intransitivo não é marcado do mesmo modo que o sujeito transitivo.
picpic hi-pnim
gato 3SUJ-dormir

“O gato dorme.”
picpic-nim cuuyeem-ne hi-’yax̂-n-a
gato-ERG peixe-OBJ 3SUJ-comer-PASS

“O gato (ERG) comeu o peixe (OBJ).”

## Vocabulário

### Numerais
Os numerais no nez perce baseiam-se em um sistema decimal (ou seja, com base 10). De modo geral, os números de 1 a 9 possuem formas próprias, e o 10 é expresso por um termo específico (como púːtimt). Para formar valores acima de 10, combina-se o termo “dez” com as unidades correspondentes (por exemplo, púːtimt neːs para “onze”, literalmente “dez um”). Os números entre 20 e 30 seguem a mesma lógica, recorrendo à soma de “duas dezenas” (lepit púːtimt) ou “três dezenas” (mitáːt púːtimt) mais a unidade necessária. Além disso, o número cem pode ser expresso por puːteʔptit (ou mesmo repetições de “dez”) e mil indica “muitas centenas”.
| Nº | Nez perce       | Português | Nº   | Nez perce             | Português      |
| -- | --------------- | --------- | ---- | --------------------- | -------------- |
| 1  | neːs            | um        | 17   | púːtimt ʔuynept       | dezessete      |
| 2  | lepit           | dois      | 18   | púːtimt soyept        | dezoito        |
| 3  | mitáːt          | três      | 19   | púːtimt koʔcipt       | dezenove       |
| 4  | piːlept         | quatro    | 20   | lepit púːtimt         | vinte          |
| 5  | páːxat          | cinco     | 21   | lepit púːtimt neːs    | vinte e um     |
| 6  | táːqʔit         | seis      | 22   | lepit púːtimt lepit   | vinte e dois   |
| 7  | ʔuynept         | sete      | 23   | lepit púːtimt mitáːt  | vinte e três   |
| 8  | soyept          | oito      | 24   | lepit púːtimt piilept | vinte e quatro |
| 9  | koʔcipt         | nove      | 25   | lepit púːtimt páːxat  | vinte e cinco  |
| 10 | púːtimt         | dez       | 26   | lepit púːtimt táːqʔit | vinte e seis   |
| 11 | púːtimt neːs    | onze      | 27   | lepit púːtimt ʔuynept | vinte e sete   |
| 12 | púːtimt lepit   | doze      | 28   | lepit púːtimt soyept  | vinte e oito   |
| 13 | púːtimt mitáːt  | treze     | 29   | lepit púːtimt koʔcipt | vinte e nove   |
| 14 | púːtimt piːlept | quatorze  | 30   | mitáːt púːtimt        | trinta         |
| 15 | púːtimt páːxat  | quinze    | 100  | puːteʔptit            | cem            |
| 16 | púːtimt táːqʔit | dezesseis | 1000 | ʔiláːqat puːteʔptit   | mil            |

### Saudações
| Nez Perce        | Português          |
| ---------------- | ------------------ |
| taʔc meːeywi     | Bom dia            |
| taʔc halaːχp     | Boa tarde          |
| taʔc kuleːewit   | Boa noite          |
| taʔc cikʔeːetinʔ | Boa noite (dormir) |

### Animais

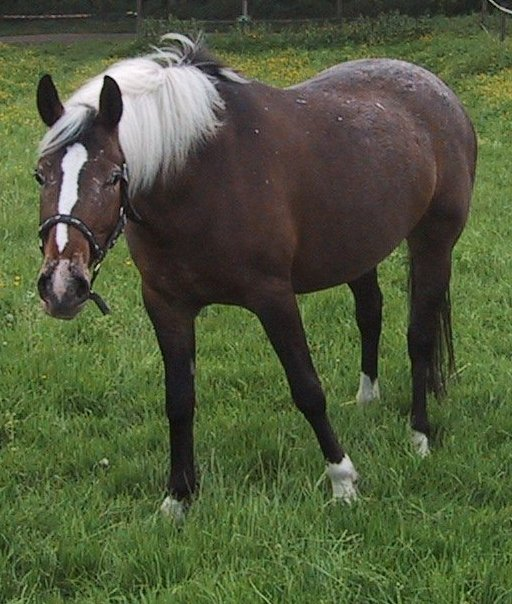
Cavalo Appaloosa

| Nez Perce | Português       | Nez Perce    | Português                  |
| --------- | --------------- | ------------ | -------------------------- |
| ʔimes     | Veado           | qoqʔāːlo     | Búfalo                     |
| síkʔem    | Cavalo          | máːamin      | Appaloosa (raça de cavalo) |
| weːptes   | Águia (dourada) | saqʔantáːayo | Águia-careca               |
| oaːoaːc   | Urso-cinzento   | yāːakaʔ      | Urso                       |
| hìmiːin   | Lobo            | wíːpwip      | Gato selvagem              |
| wewúːkye  | Alce (macho)    |              |                            |

### Comida e vocabulário de refeição

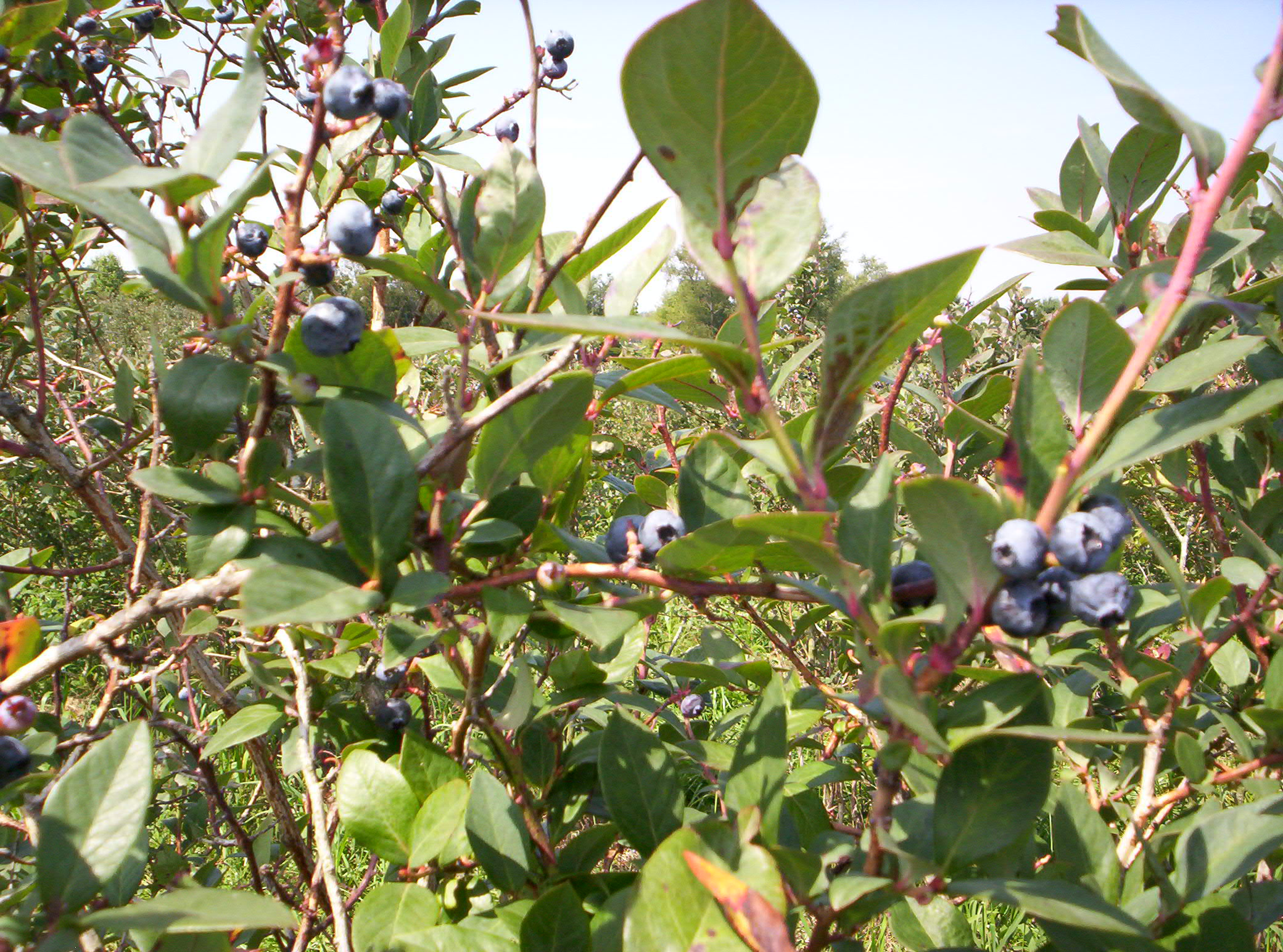
Arbusto de mirtilo, Ohio

| Nez Perce        | Português | Nez Perce           | Português |
| ---------------- | --------- | ------------------- | --------- |
| keːetwenʔes      | Sal       | pisáːqʔis           | Pimenta   |
| cicyúːkʔis       | Açúcar    | lapatáːat           | Batata    |
| catʔoːswáːakoʔs  | Milho     | katammowáːakoʔs     | Ervilhas  |
| cawitxwáːakoʔs   | Cenouras  | ʔipéːeo             | Pão       |
| tasqīːin ʔipéːeo | Pão frito | qaháːsnim wéːeyʔikt | Manteiga  |
| cúːuyʔem         | Peixe     | nacóʔo              | Salmão    |
| nukt             | Carne     | seheywéːekuʔs       | Arroz     |
| tamʔáːaminʔ      | Bolo      | cepéːepyuǒtinʔ      | Torta     |
| cemíːitx         | Mirtilos  | nickaʔníːickaʔ      | Morangos  |
| kúːus            | Água      | qáːhas              | Leite     |
| píːsqu           | Chá       | láːlx               | Café      |

| Nez Perce        | Português         | Nez Perce                    | Português             |
| ---------------- | ----------------- | ---------------------------- | --------------------- |
| wéːet hipsāːaqa? | Você comeu?       | ʔeehee! ʔiin wéːewlugse hípt | Sim, eu quero comida. |
| piìʔnim          | Me dê.            | hipíːse                      | Estou comendo.        |
| hipstʔúːuyce     | Estou satisfeito. | teqelʔéːekse                 | Estou cheio.          |
| qlʔyáːawca       | Estou com sede.   | meːeytipt                    | Café da manhã         |
| halǒpatíːpt      | Almoço            | kulewiitiːpt                 | Jantar                |
| teːewʔhípt       | Lanche noturno    | isáːaps                      | Lanche (para viagem)  |

### Dias da semana e meses
| Nez Perce        | Português     | Nez Perce          | Português    |
| ---------------- | ------------- | ------------------ | ------------ |
| haɬχpaːawinaqʔit | Segunda-feira | lepʔtkaaʔawn       | Terça-feira  |
| mitfaːatkaːʔawn  | Quarta-feira  | piːleptkaaʔawn     | Quinta-feira |
| paːàxaːtkaaʔawn  | Sexta-feira   | haɬχpawitʔaːasx    | Sábado       |
| haɬχaːawit       | Domingo       | wildupup           | Janeiro      |
| ʔalatanıʔaal     | Fevereiro     | lafiltʔal          | Março        |
| qeqjtʔaɬ         | Abril         | ʔapaʔaɬaɬ          | Maio         |
| tustimasaːtʔalɬ  | Junho         | qʔoyxeʔaːɬ         | Julho        |
| waʔwamaʔayqʔaɬaɬ | Agosto        | pikʔunmaʔayʔqʔaɬaɬ | Setembro     |
| hóːplʔaɬ         | Outubro       | seχliwʔaɬ          | Novembro     |
| haʔóqoy          | Dezembro      |                    |              |

### Termos sobre clima e estações do ano

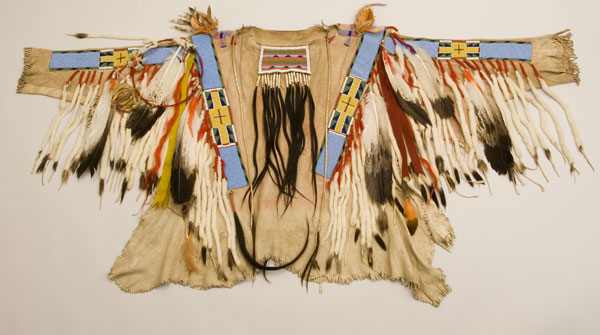
Agasalho nez perce

| Nez Perce         | Português             | Nez Perce        | Português           |
| ----------------- | --------------------- | ---------------- | ------------------- |
| ʔicweːeyʔs híːwes | Está frio             | luʔúːqʔic híːwes | Está quente (ameno) |
| ʔiyéːqʔis híːwes  | Está quente           | hijykʔíwee       | Está ensolarado     |
| tʔiːpít hiːwes    | Está nublado          | haháːtyaca       | Está ventando       |
| hiweːegise        | Está chovendo         | haykâːat híːwes  | O céu está limpo    |
| teːmul hitqiːkse  | Está chovendo granizo | hiteːmqiqeykse   | Está trovejando     |
| hitaqasaʔyóːóːtsa | Está relampejando     | hiʔpeːcese       | Está nevoeiro       |
| sitqʔiːn          | Está lamacento        | ʔenimʔ           | Inverno             |
| ʔelweːht          | Primavera             | taːyam           | Verão               |
| seχnimʔ           | Outono                |                  |                     |

### Discurso completo de rendição do chefe Joseph
O discurso de rendição do chefe Joseph, em 5 de outubro de 1877, expressa com dignidade e eloquência a dor e a resignação dos nez perce após uma resistência heroica contra o governo americano, marcando um momento crucial na história dos povos indígenas norte-americanos.
| Nez Perce (Original)                                                                   | Português (Tradução)                                                         |
| -------------------------------------------------------------------------------------- | ---------------------------------------------------------------------------- |
| ʔewin atimkʔiɬwnisna ipné tímʔíne ecúːkweyneyʔse.                                      | Diga ao General Howard que conheço seu coração.                              |
| Kex kúːʔus ipním ʔúːyitpe hihíne qoʔc wéːs ʔiːnimpe tímʔnéːpe.                         | O que ele me disse antes, guardei em meu coração.                            |
| ʔiːn ʔiláːtwisa piːtuːqéleki.                                                          | Estou cansado de lutar.                                                      |
| núːnim mimíyoːoat hiwsiːx wáːpciyʔawninʔ.                                              | Nossos chefes estão mortos.                                                  |
| ʔapáːswahayqt hiːwes tínʔxníːn.                                                        | Looking Glass está morto.                                                    |
| Tuoúːloulcʔut hiːwes tínʔxníːn.                                                        | Toohoolhoolzote está morto.                                                  |
| ʔóːykaloː titílu háːham hiwsiːx titinxníːn.                                            | Todos os velhos estão mortos.                                                |
| Kikéʔ pipyimméːt háːham ʔiːme hiciːx ʔeché ʔiːtqʔo wéːtʔu.                             | São os jovens que agora dizem sim ou não.                                    |
| Keʔipním (Ollokut) hinéːstelkekéʔyke pipyimméːt haháːmna ʔípíːnkʔa hiːwes tínʔxníːn.   | Aquele que liderava os jovens guerreiros também está morto.                  |
| ?icwéːys hiːwes kaː cáːya wisíːx ciːckan.                                              | Está frio, e não temos cobertores.                                           |
| Kikuckuc mamáːyʔac hilqúːukelixtamawcix.                                               | As crianças pequenas estão morrendo de frio.                                 |
| ʔiːnim títóːqan tatoʔósma hipewlaikme méːxsemkex kaː cáːya ewsíːx ciːckan, cáːya hipt. | Meu povo, alguns fugiram para as montanhas e não têm cobertores, nem comida. |
| wéːtʔu ʔlsíːi hinescúːkwece kemíːne hiwsiːx pánlvit hilqúːkeliksix.                    | Ninguém sabe onde eles estão — talvez estejam morrendo de frio.              |
| ʔiːn ʔenesipewʔitipéːecwese ʔiinim mamáːyʔac kaː heonu kamacwana táts ʔanáːacyaono.    | Quero ter tempo para procurar meus filhos e ver quantos posso encontrar.     |
| pánmaː táts ʔanáːacyaono titinʔxniːspe.                                                | Talvez eu os encontre entre os mortos.                                       |
| Micʔimtx ʔiːnim mimiyóːoat,                                                            | Ouçam-me, meus chefes,                                                       |
| ʔiːn ʔiláːtwisa                                                                        | Estou cansado.                                                               |
| kaː ʔiːnim timʔine wées kʔóːomayninʔ kaː ʔéːtoewninʔ.                                  | Meu coração está doente e triste.                                            |
| Kakoná hlisemtuks híːwséːetu                                                           | De onde o sol agora está,                                                    |
| wéːtʔu máːwa héːnekʔe tuːqéːlenuʔ!                                                     | Não lutarei mais para sempre!                                                |

### Lista de Swadesh
A lista de Swadesh da língua nez perce é composta por 100 conceitos fundamentais que aparecem em grande parte das línguas humanas.
| Nº | Conceito (português)   | Nez perce  | Nº  | Conceito (português) | Nez perce       |
| -- | ---------------------- | ---------- | --- | -------------------- | --------------- |
| 1  | eu (1ª pessoa sing.)   | ʔiːn       | 51  | seios (femininos)    | ʔiptewʔyex      |
| 2  | você (2ª pessoa sing.) | ʔíːm       | 52  | coração              | ʔiptikew        |
| 3  | nós (inclusivo)        | kiye       | 53  | fígado               | ʔipcʔéːl        |
| 4  | este                   | kí         | 54  | beber (verbo)        | hi-ʔiqcuːp      |
| 5  | aquele                 | ku         | 55  | comer (verbo)        | hi-ʔyaχ         |
| 6  | quem?                  | ʔisiː      | 56  | morder (verbo)       | hi-piqʔaw       |
| 7  | o que?                 | ʔituː      | 57  | ver (verbo)          | hi-ʔewce        |
| 8  | não                    | weːtʔu     | 58  | ouvir (verbo)        | hi-pe-cuːkwe    |
| 9  | todos                  | ʔoykala    | 59  | saber (fatos)        | hi-wisiːx       |
| 10 | muitos                 | ʔilexni    | 60  | dormir (verbo)       | hi-pnim         |
| 11 | um                     | neːs       | 61  | morrer (verbo)       | hi-wisiʔya      |
| 12 | dois                   | lepit      | 62  | matar (verbo)        | hi-ʔacix        |
| 13 | grande                 | himéːqis   | 63  | nadar (verbo)        | hi-ʔiniyʔaw     |
| 14 | comprido (não largo)   | ʔiːnweːnin | 64  | voar (verbo)         | hi-ciyʔaw       |
| 15 | pequeno                | kuckuc     | 65  | andar (verbo)        | hi-wiw-saw      |
| 16 | mulher                 | ʔaːyat     | 66  | vir (verbo)          | hi-wihne        |
| 17 | homem (adulto)         | haːma      | 67  | deitar (verbo)       | hi-wapnim       |
| 18 | pessoa (indivíduo)     | titoːqan   | 68  | sentar (verbo)       | hi-wicʔeːt      |
| 19 | peixe                  | cuːyeːm    | 69  | ficar em pé (verbo)  | hi-wiχ          |
| 20 | pássaro                | ʔileχc     | 70  | dar (verbo)          | hi-weːqʔi       |
| 21 | cachorro               | ciqʔaːmqal | 71  | dizer (verbo)        | hi-wisiʔ        |
| 22 | piolho                 | wítikt     | 72  | sol                  | ʔewit           |
| 23 | árvore                 | tamʔaːlay  | 73  | lua                  | ʔiméːleχ        |
| 24 | semente                | tiːmʔes    | 74  | estrela              | wéːyekset       |
| 25 | folha                  | hiːmeχ     | 75  | água                 | cʔeːqʔet        |
| 26 | raiz                   | ʔicʔilept  | 76  | chuva                | ʔiwʔéːt         |
| 27 | casca (árvore)         | wiʔiyχ     | 77  | pedra                | ʔiptʔam         |
| 28 | pele (humana)          | piːχ       | 78  | areia                | ʔipsič          |
| 29 | carne                  | ʔipsáːw    | 79  | terra (solo)         | ʔilept          |
| 30 | sangue                 | ʔeːwluʔ    | 80  | nuvem                | ʔipkeːn         |
| 31 | osso                   | ʔimtiw     | 81  | fumaça               | ʔipχay          |
| 32 | gordura                | ʔikicʔix   | 82  | fogo                 | céːlep          |
| 33 | ovo                    | taːmʔam    | 83  | cinzas               | céːlep ʔipχay   |
| 34 | chifre                 | ʔiniːs     | 84  | queimar (intrans.)   | hi-ceːlep       |
| 35 | rabo                   | ʔiyeːs     | 85  | caminho (estrada)    | ʔiskit          |
| 36 | pena (grande)          | ʔispeːt    | 86  | montanha             | ʔilept himéːqis |
| 37 | cabelo (humano)        | wáːwax     | 87  | vermelho (cor)       | ʔiskitχ         |
| 38 | cabeça                 | ʔimuː      | 88  | verde (cor)          | xayxay          |
| 39 | orelha                 | ʔipilik    | 89  | amarelo (cor)        | ʔimeχy          |
| 40 | olho                   | ʔipcil     | 90  | branco (cor)         | hiwsiːχ         |
| 41 | nariz                  | ʔiptiki    | 91  | preto (cor)          | cimux           |
| 42 | boca                   | ʔipxχun    | 92  | noite                | titipqʔaw       |
| 43 | dente (frontal)        | ʔipkaːs    | 93  | quente (clima)       | hiwawʔaχ        |
| 44 | língua (anatômica)     | ʔipsiskit  | 94  | frio (clima)         | hiwiχ           |
| 45 | garra (unha animal)    | ʔipsiskʔay | 95  | cheio                | ʔispe           |
| 46 | pé (não perna)         | ʔipsuːqet  | 96  | novo                 | híːcuy          |
| 47 | joelho                 | ʔipsuʔlχ   | 97  | bom                  | wisíːw          |
| 48 | mão                    | ʔipcáːp    | 98  | redondo              | hi-woχ          |
| 49 | barriga (abdômen)      | ʔipqeʔ     | 99  | seco                 | coʔox           |
| 50 | pescoço                | ʔipikcel   | 100 | nome                 | ʔiːnéːt         |